# Liste der Baudenkmäler in Prichsenstadt
Auf dieser Seite sind die Baudenkmäler in der unterfränkischen Stadt Prichsenstadt zusammengestellt. Diese Tabelle ist eine Teilliste der Liste der Baudenkmäler in Bayern. Grundlage ist die Bayerische Denkmalliste, die auf Basis des Bayerischen Denkmalschutzgesetzes vom 1. Oktober 1973 erstmals erstellt wurde und seither durch das Bayerische Landesamt für Denkmalpflege geführt wird. Die folgenden Angaben ersetzen nicht die rechtsverbindliche Auskunft der Denkmalschutzbehörde.
 Diese Liste gibt den Fortschreibungsstand vom 25. Oktober 2023 wieder und enthält 117 Baudenkmäler.

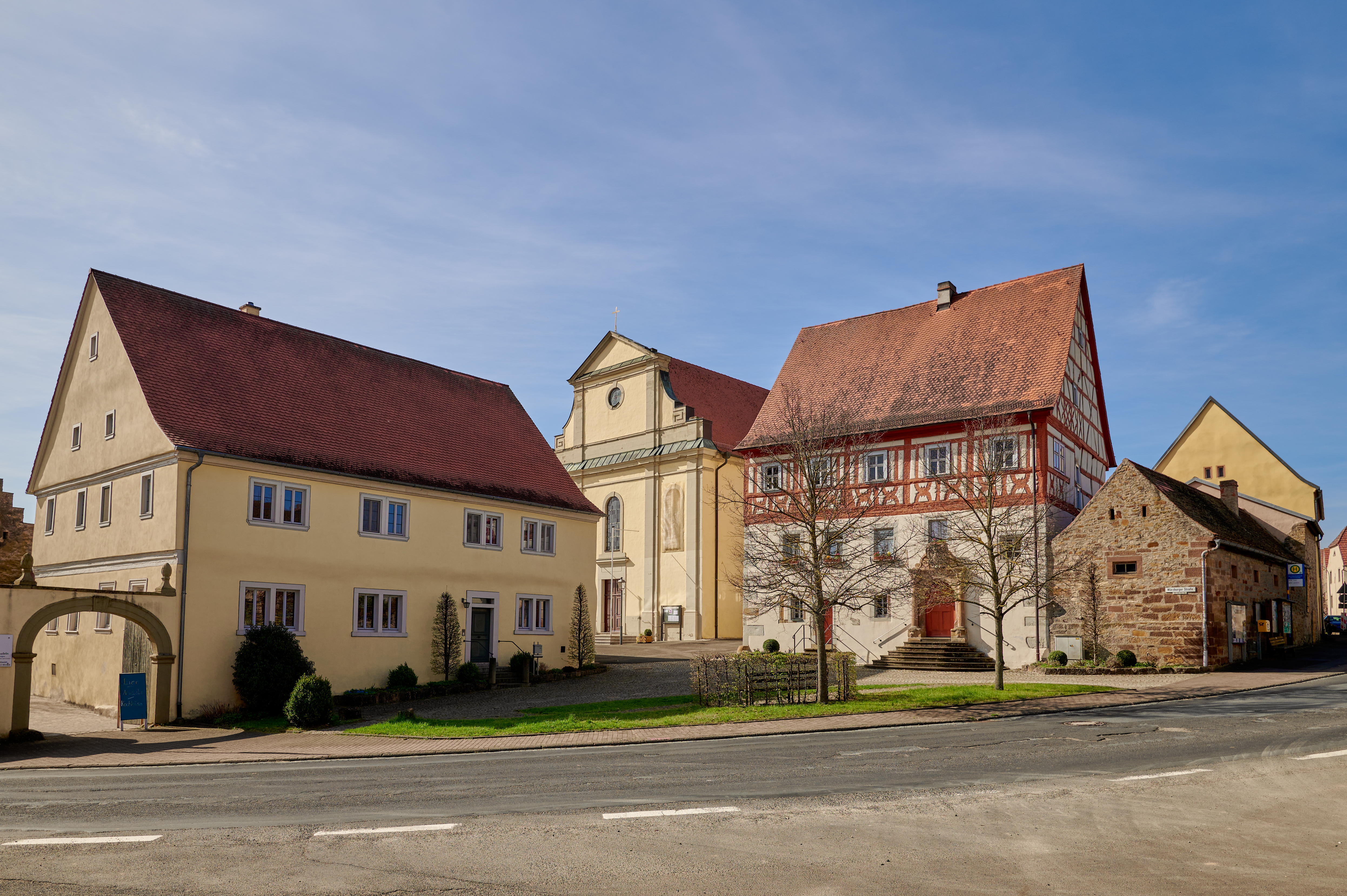
Zentrum von Stadelschwarzach von Osten: ehem. Gasthof, Kirche St. Batholmäus, Rathaus, Gaden

## Ensembles

### Ensemble Altstadt Prichsenstadt

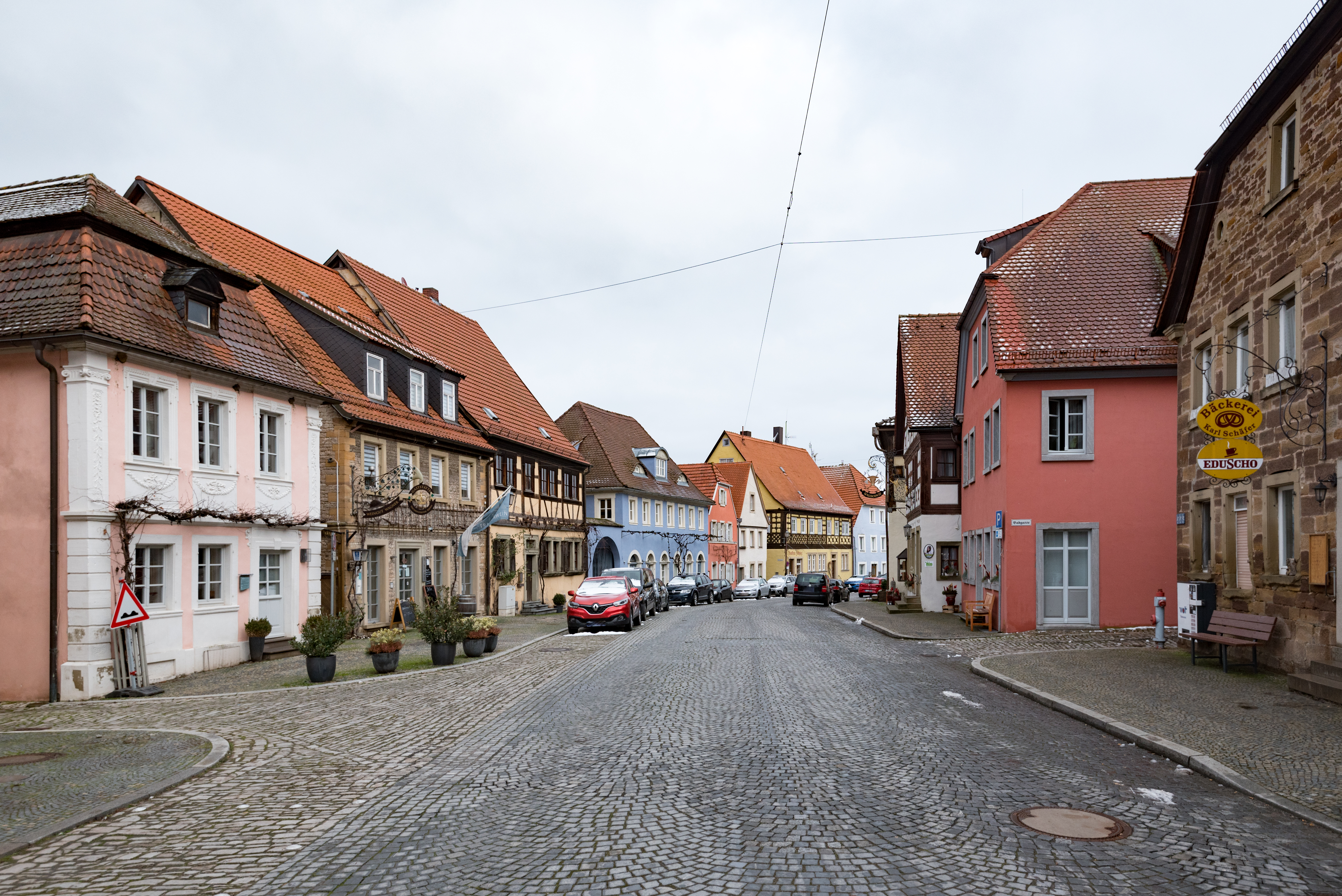
Karlsplatz nach Osten, Schulinstraße, Aufnahme Januar 2021

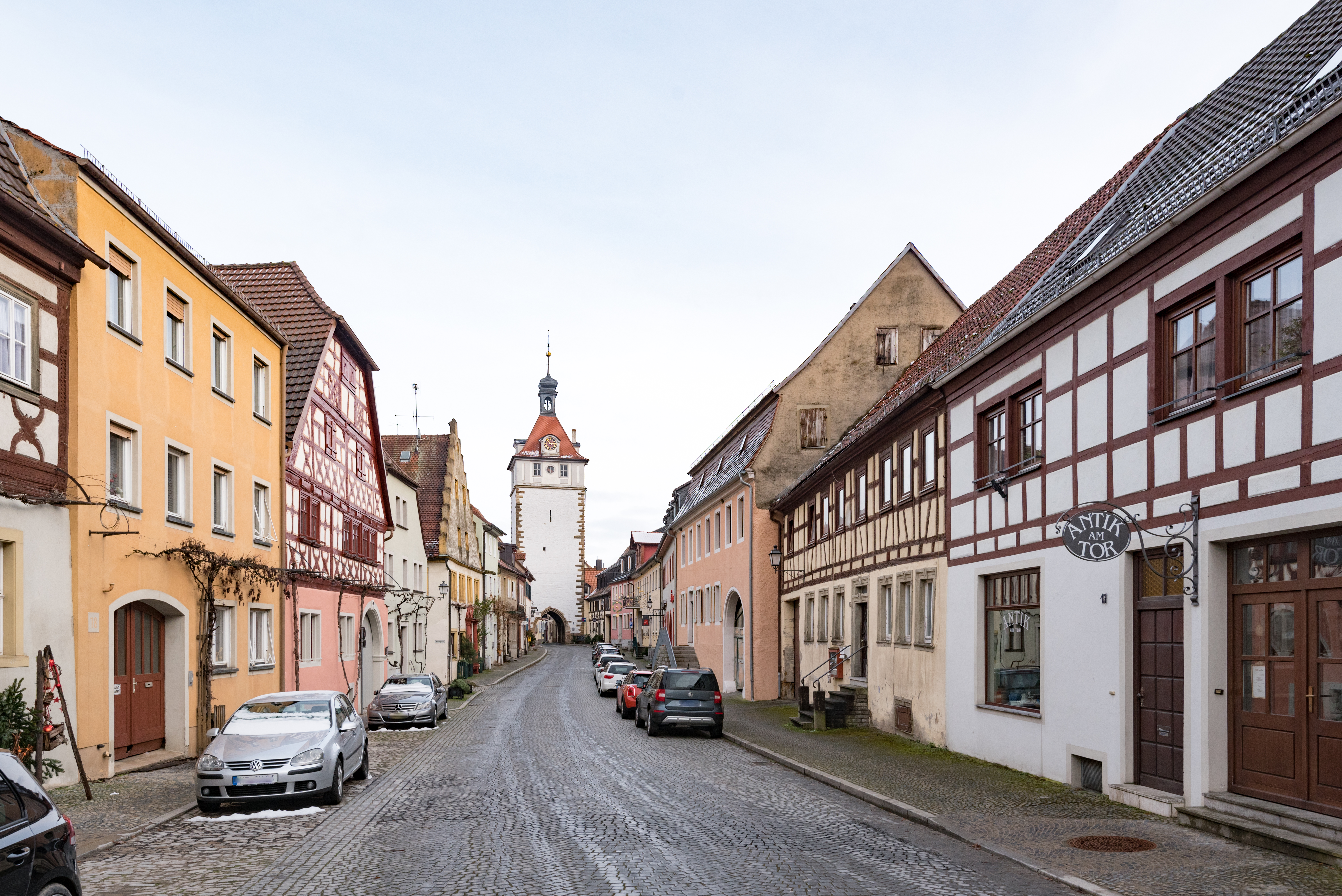
Luitpoldstraße nach Osten, Aufnahme Januar 2021

Das Ensemble Prichsenstadt umfasst die ummauerte Altstadt samt dem Weihergürtel der Nord- und Südseite, die Teil der Stadtbefestigung waren und durch einen tiefen Stadtgraben an der Westflanke der Stadt in Verbindung stehen. Prichsenstadt, im 13. Jahrhundert als Villa genannt, wurde 1367 durch Karl IV. zur Stadt erhoben. Östlich des bestehenden Dorfes wurde ein befestigter Markt angelegt. Das zur Vorstadt herabgesunkene Dorf wurde im Laufe des 15. Jahrhunderts in die Ummauerung einbezogen. Dadurch zerfällt das Städtchen in zwei Hälften, deren Trennungslinie sich deutlich zeigt und im Torturm manifestiert, der die Hauptstraße in der Mitte teilt. Der langrechteckige Ortsgrundriss wird durch die in der Längsachse, von Westen nach Osten, ehemals von Tor zu Tor geführte Hauptstraße getragen. Sie ist breit angelegt und verrät darin ihre Eigenschaft als Marktstraße. In der östlichen Stadthälfte verläuft sie leicht gekrümmt, verbreitert sich allmählich nach Westen und bildet vor dem inneren Torturm einen kleinen Platz; hier steht das Rathaus, von der Häuserflucht zurückgesetzt. Die Nebengassen entwickeln sich vornehmlich nach Norden; südlich der Hauptstraße ist nur in der östlichen Stadthälfte eine kurze Parallelgasse angeordnet. Der Kirchenbezirk ist von der Hauptstraße abgerückt, er befindet sich in Randlage an der ehemaligen Zwischenmauer. Die Hauptstraße besitzt eine geschlossene Bebauung aus großen Höfen, deren Wohnhäuser teils trauf-, teils giebelseitig gestellt sind. Sie gehören in der Hauptsache dem 17./18. Jahrhundert, teilweise auch dem 19. Jahrhundert an. Von bestimmender Wirkung für das Straßenbild sind die traufständigen Häuser, deren gestreckte Fronten breite Einfahrtstore und oft Fachwerkobergeschosse aufweisen. Im Zusammenspiel mit dem inneren Torturm und dem westlichen Vorstadttor verdichtet sich die gut erhaltene historische Bebauung zu einem der einheitlichsten, altfränkischen Stadtbilder. Im Gegensatz zur geschlossenen Bebauung der Hauptstraße erscheint in den Nebengassen ein lockeres Gefüge kleiner Bauernhöfe, durchmischt mit Wirtschaftsgebäuden, Scheunen und kleinen Handwerker- und Häckerhäusern. Außerhalb des Hauptstraßenraumes bilden die Kirche mit dem Pfarrhof und der zum Wirtschaftshof des abgegangenen Schlosses gehörige Freihof dominierende Baugruppen. Die in großen Teilen erhaltene Pflasterung der Straßen und Gassen sind wichtiger Bestandteil dieser ursprünglich erhaltenen Altstadt, in der man bereits um die Mitte des 16. Jahrhunderts mit der Pflasterung der Straßen begonnen hatte. Umgrenzung: Vom Vorstadttor entlang Am Stadtgraben bis Neuseser Straße – Neuseser Straße bis Nordostecke des Eichsees – Ost- und Südufer des Eichsees – Weg vom ehemaligen Stadtgraben vom Eichsee im Osten bis zum Oberen See in der Südwestecke der Stadtbefestigung – entlang Oberer See und Gerbersee bis Vorstadttor. Aktennummer: E-6-75-158-1.

## Stadtbefestigung
Die Befestigung Prichsenstadts entstand nach der Stadterhebung 1367. Die noch aufrecht stehenden Teile der Mauer gehen auf das 15./16. Jahrhundert zurück. Von der inneren, die eigentliche Stadt von der Vorstadt trennenden Mauer hat sich der Stadtturm erhalten. Von den beiden Stadttoren steht noch das westliche Vorstadttor. Ein erhaltener Grabenabschnitt erstreckt sich vor der westlichen Stadtmauer. Nach Norden sind der Stadt Weiher vorgelagert, die ursprünglich Verteidigungszwecken dienten. – Vgl. Badgasse 2, 14, Schulinstraße 28, Karlsplatz 2, Kirchgasse 7, Luitpoldstraße 1–21 (ungerade Nummern), 22, Mühlgasse 3–15 (ungerade Nummern), Spitalgasse 4–18 (gerade Nummern), Turmgasse 2, 4, 6. Ehemaliger westlicher Stadtmauerzug vom Inneren Tor nach Norden führend, 14. Jahrhundert. Aktennummer: D-6-75-158-1.
Die erhaltenen Tore und Türme der Stadtbefestigung sind im Uhrzeigersinn folgende:
- Luitpoldstraße 22 (Lage): Vorstadttor, Torbau mit spitzbogiger Durchfahrt, von Rundtürmen mit Spitzhelmen flankiert, 15./16. Jahrhundert (D-6-75-158-46)
- Kirchgasse 7 (Lage): Befestigungsturm mit Fachwerkobergeschoss und Spitzhelm, 15./16. Jahrhundert (D-6-75-158-29)
- Schulinstraße 28 (Lage): Befestigungsturm mit Spitzhelm, Teile eines Befestigungsturms in zwei Scheunenflügel integriert, Bruchsteinmauerwerk, 15./16. Jahrhundert (D-6-75-158-15)
- Schulinstraße 33, Turmgasse 6 (Lage): Eulenturm, Rundturm der Stadtbefestigung mit Spitzhelm, Bruchstein, 15./16. Jahrhundert, mit barockem Anbau, 18. Jahrhundert (D-6-75-158-54)
- Badgasse 14 (Lage): Teile eines runden Befestigungsturms in einem Wohnhaus, 15./16. Jahrhundert (D-6-75-158-4)
- Badgasse 2 (Lage): Befestigungsturm, Rundturm der Stadtbefestigung, 15./16. Jahrhundert, als Wohnturm ausgebaut (D-6-75-158-2)
- Karlsplatz 4 (Lage): Reste eines Befestigungsturms in ein Wohn- und Geschäftshaus integriert, 15./16. Jahrhundert
- Karlsplatz 2 (Lage): Stadtturm, Torturm mit spitzbogiger Durchfahrt, 15. Jahrhundert, oberstes Geschoss mit Pyramidendach und Laterne, 1739 durch Johann David Steingruber (D-6-75-158-17)

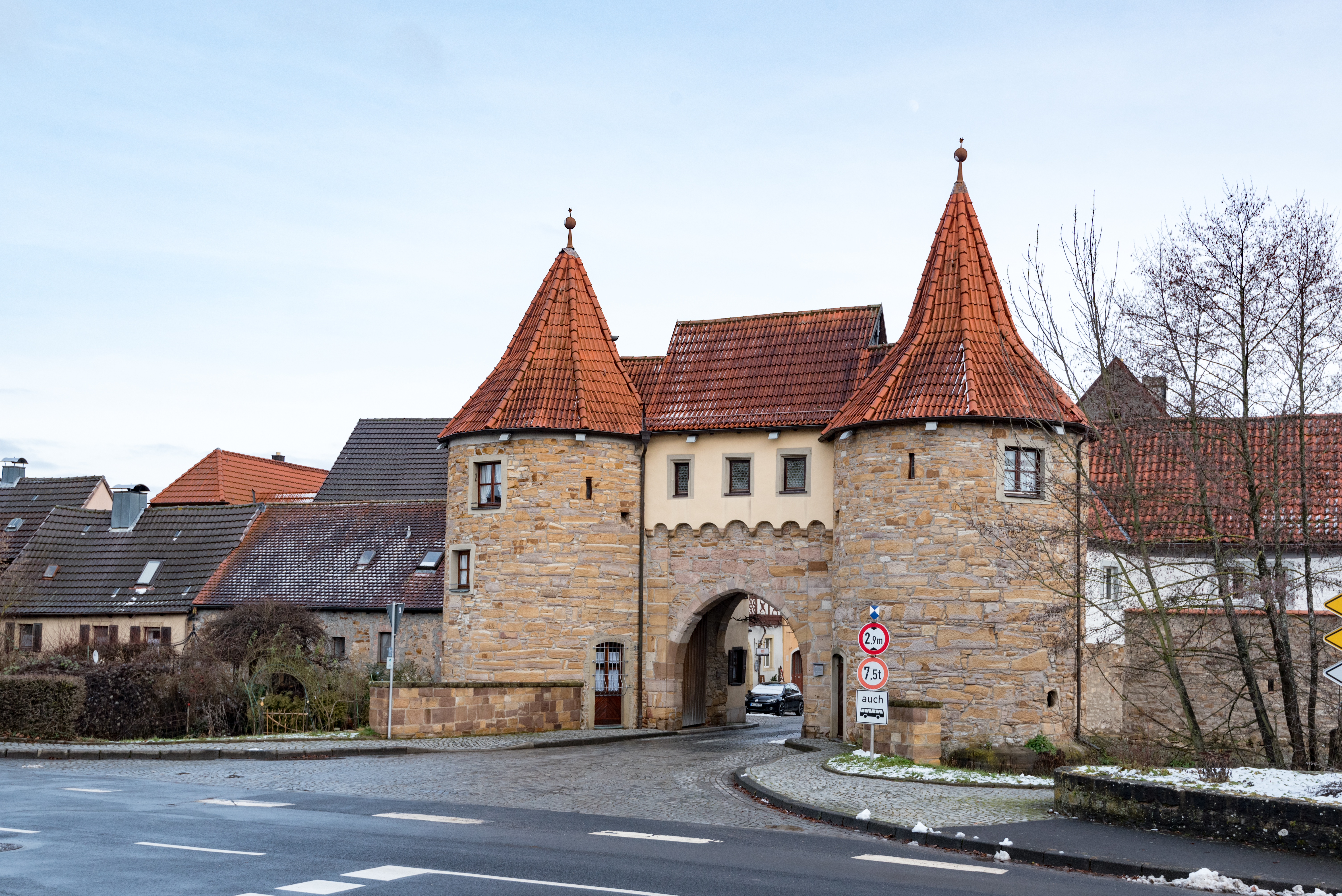
Vorstadttor, Feldseite (weitere Bilder)
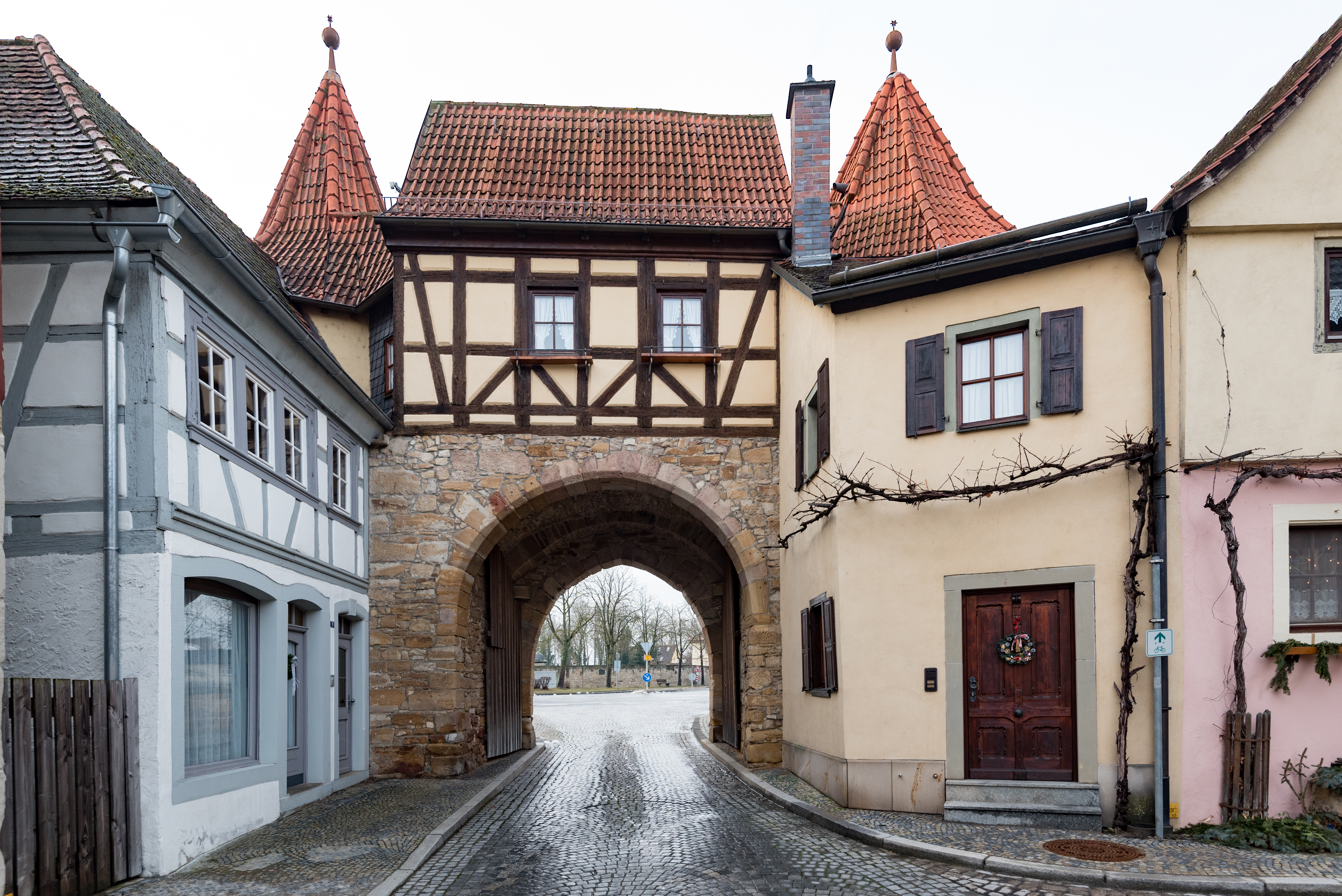
Vorstadttor, Stadtseite (weitere Bilder)
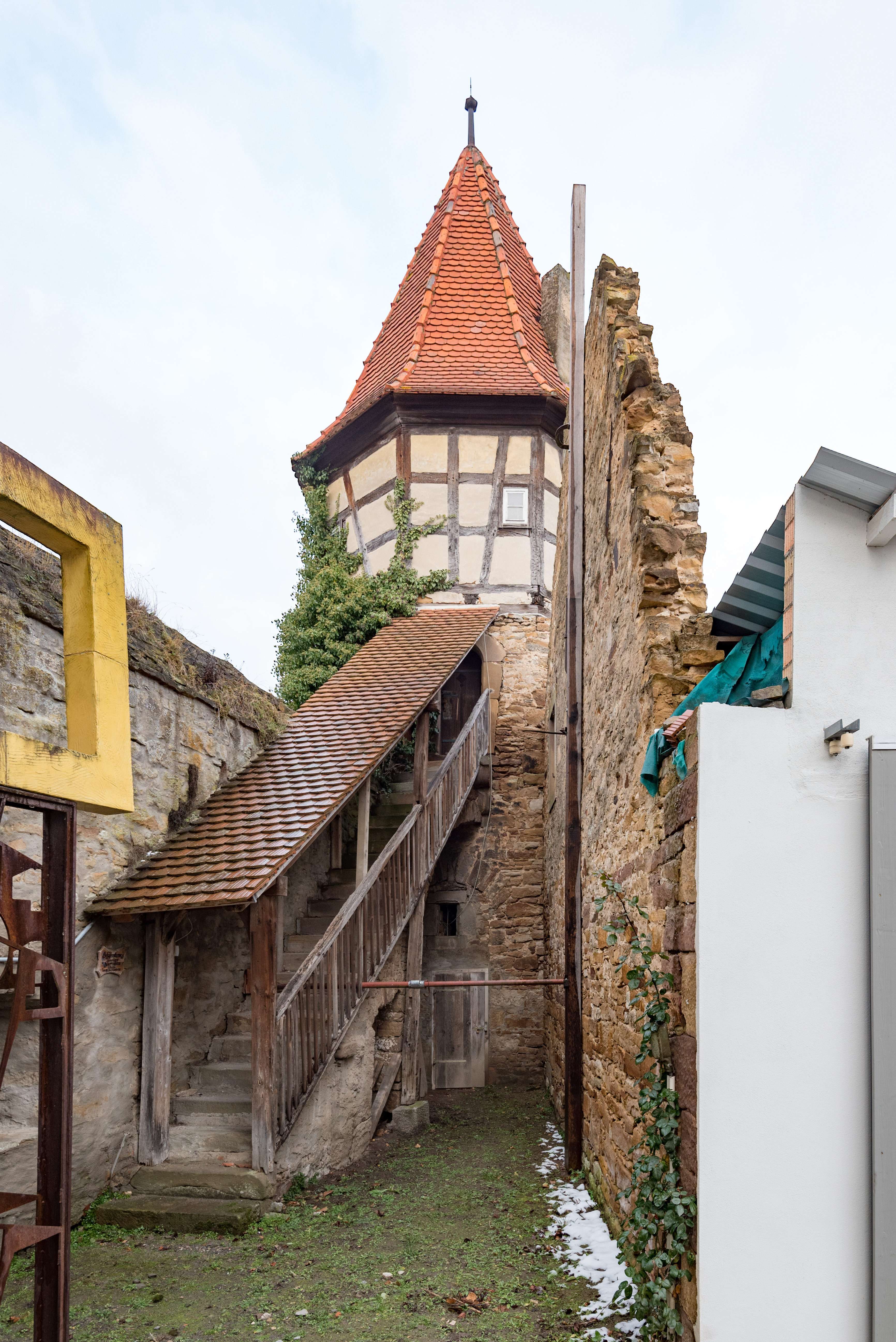
Schäferturm, Stadtseite (weitere Bilder)
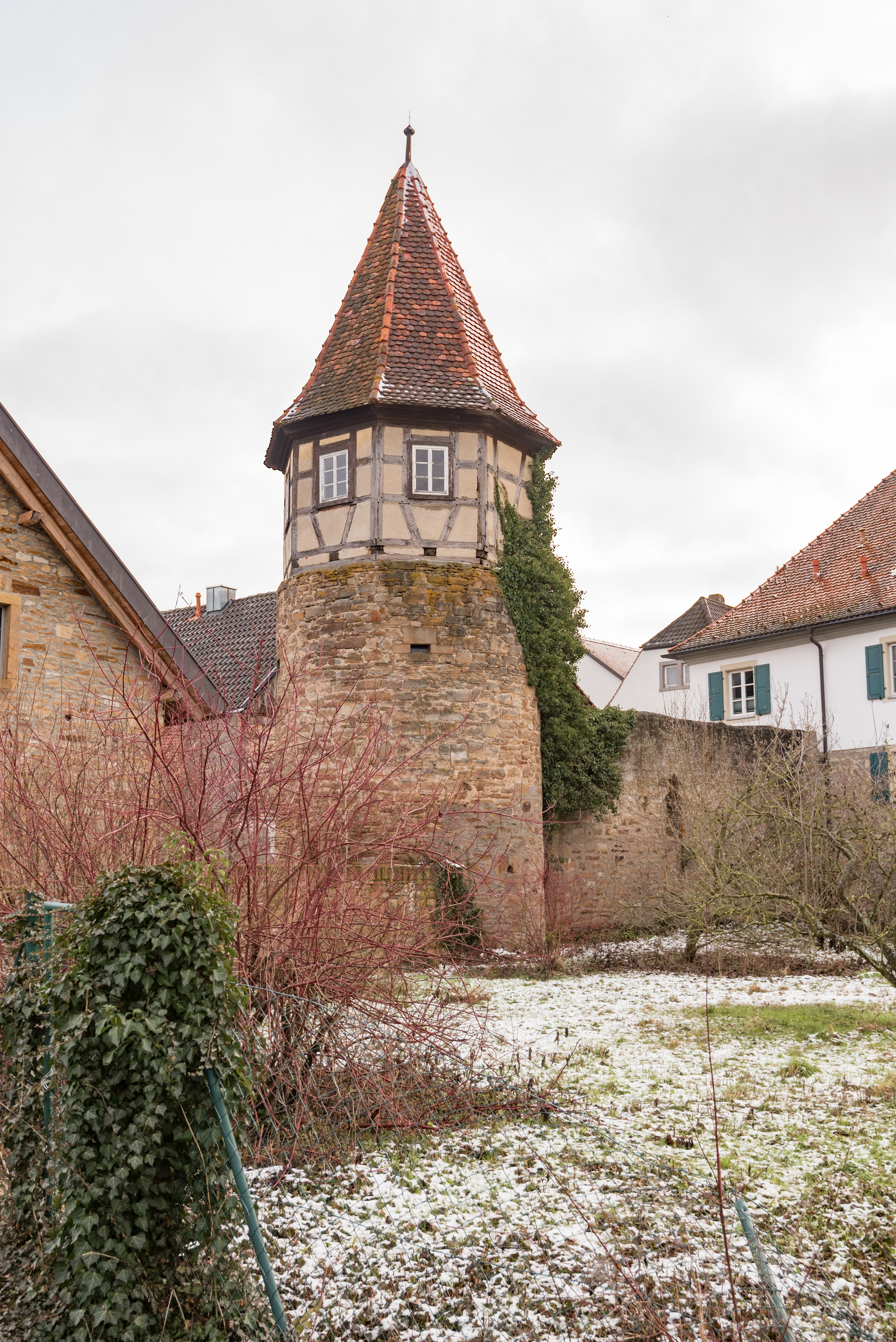
Schäferturm, Feldseite, von Nordwesten (weitere Bilder)
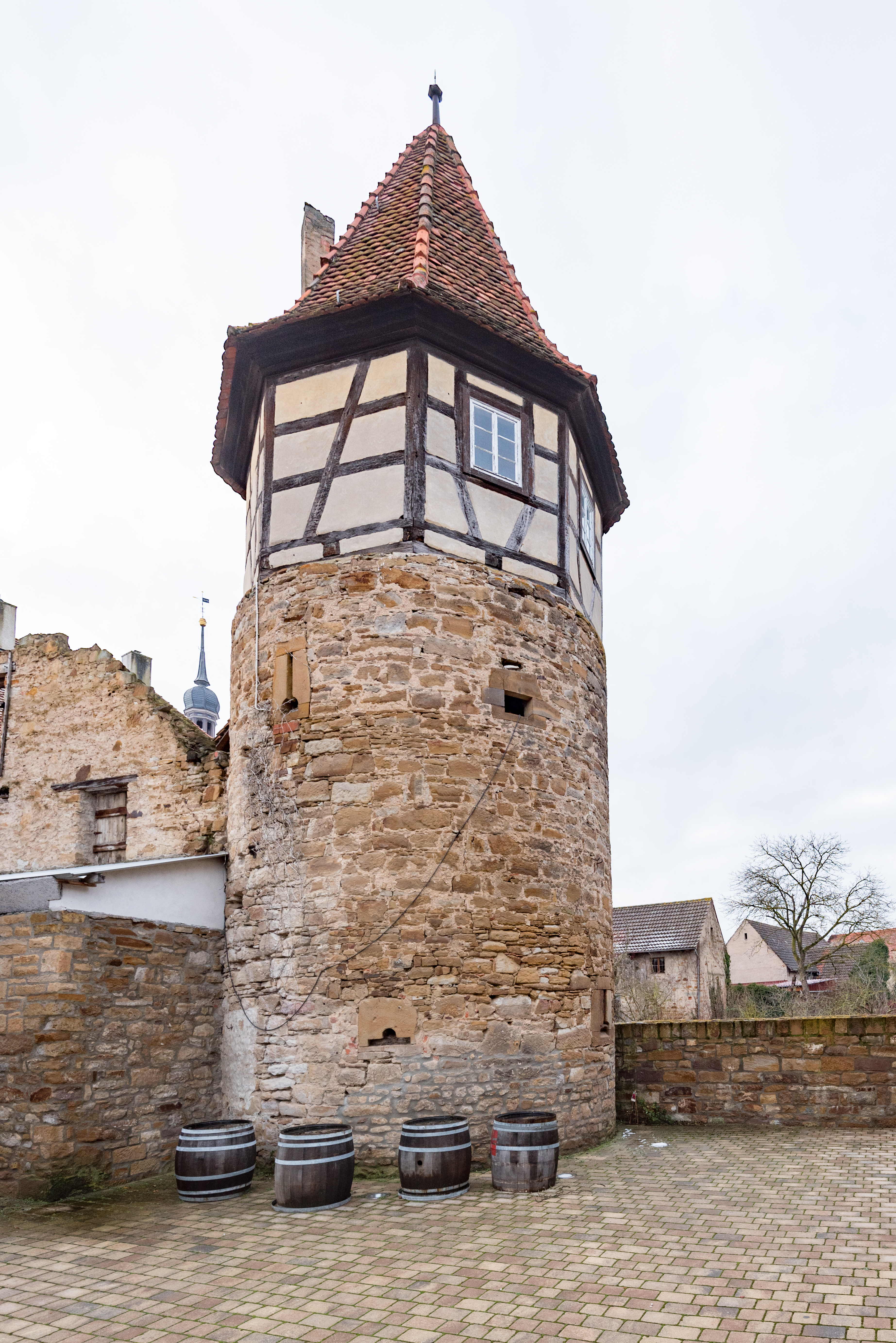
Schäferturm, Feldseite, von Nordosten (weitere Bilder)
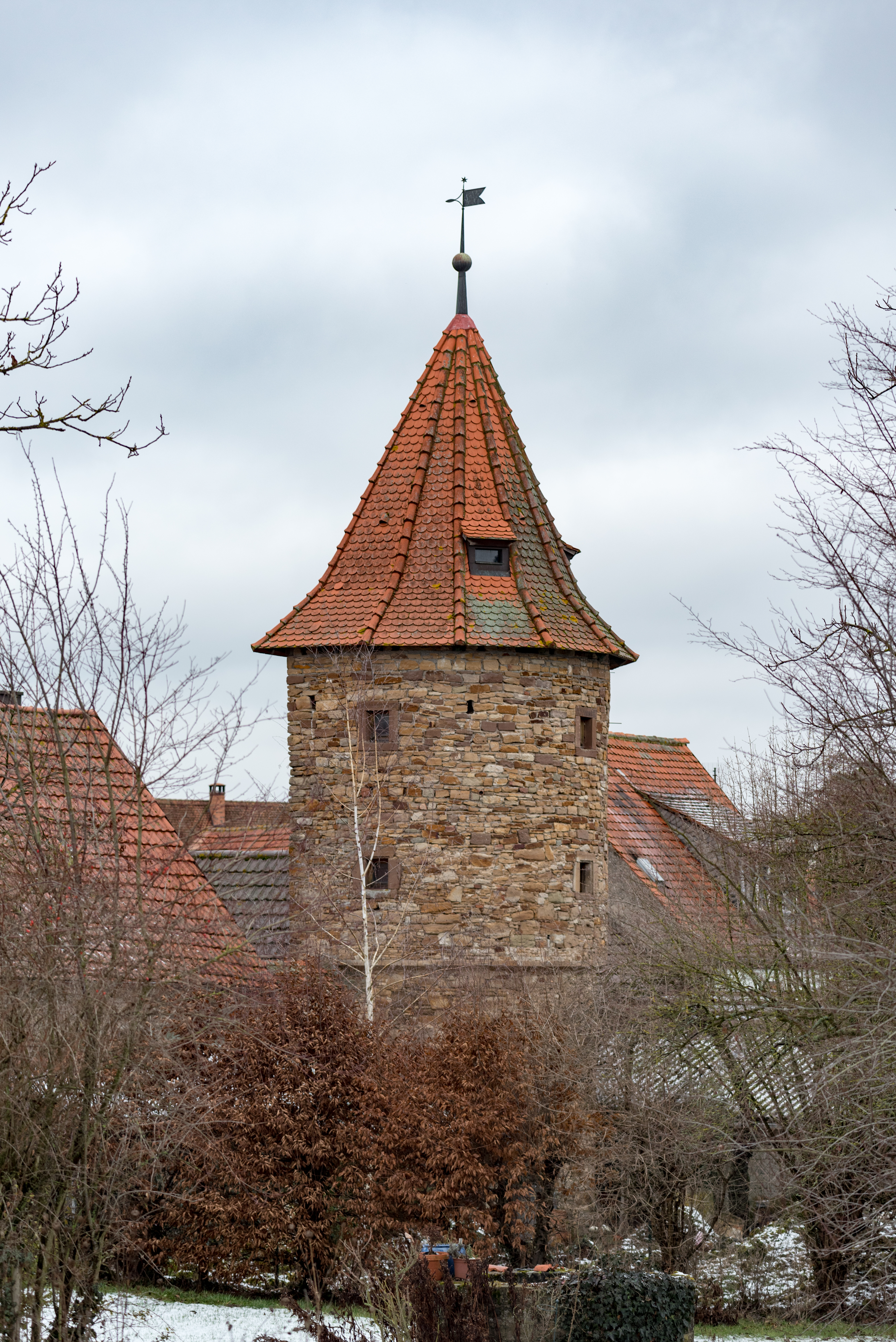
Mauerturm Schulinstraße 28 (weitere Bilder)
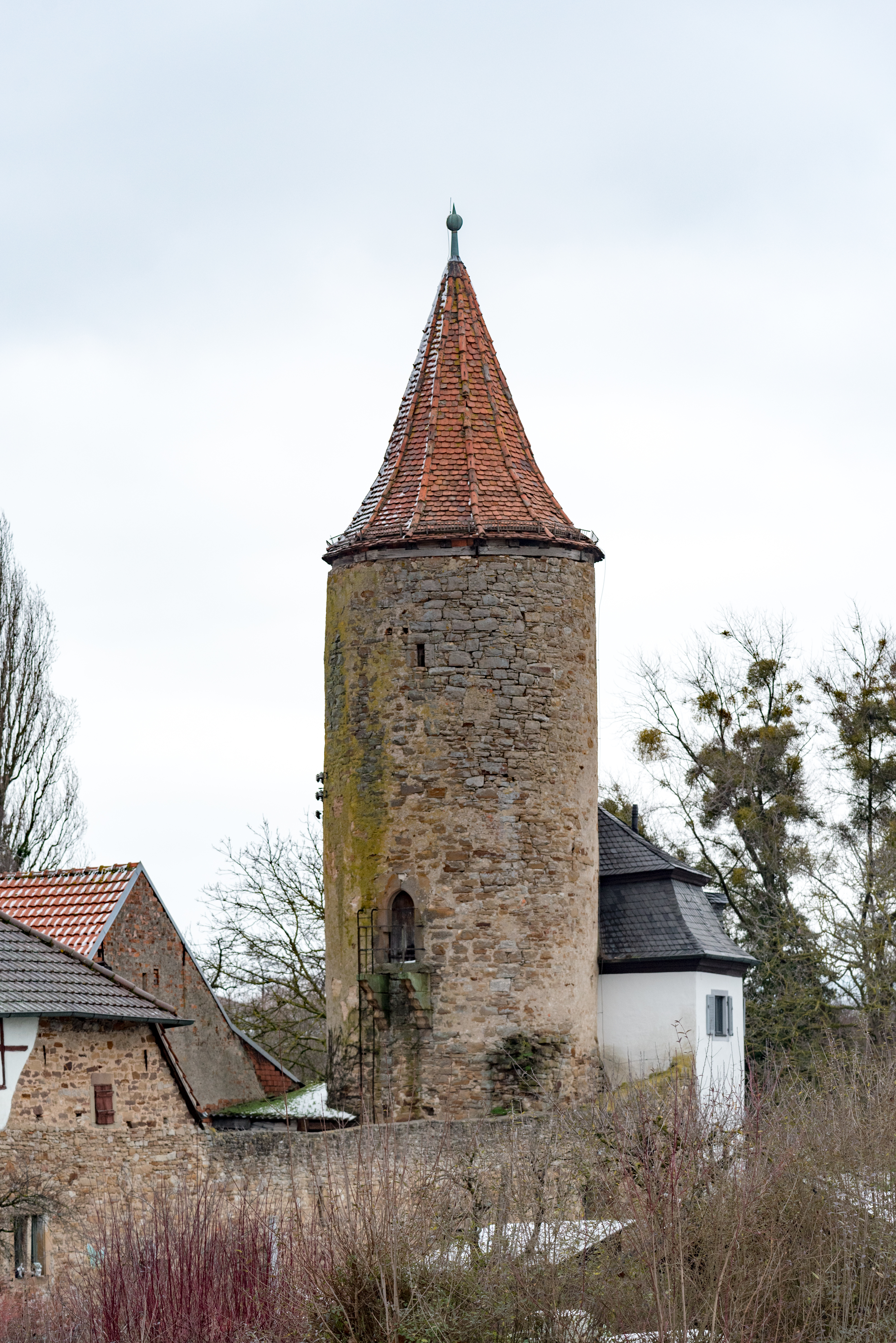
Eulenturm, von Südwesten (weitere Bilder)
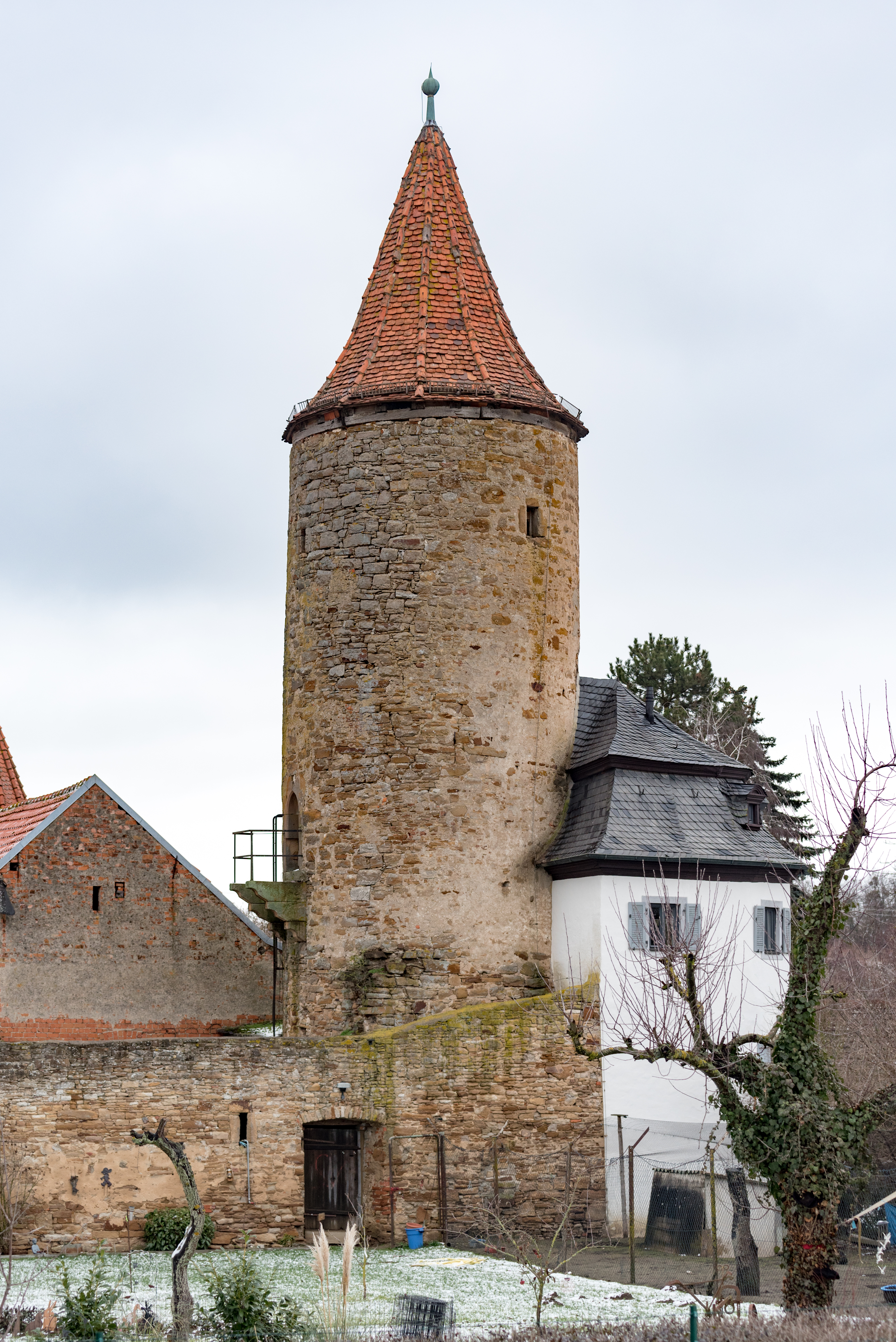
Eulenturm, von Südwesten (weitere Bilder)
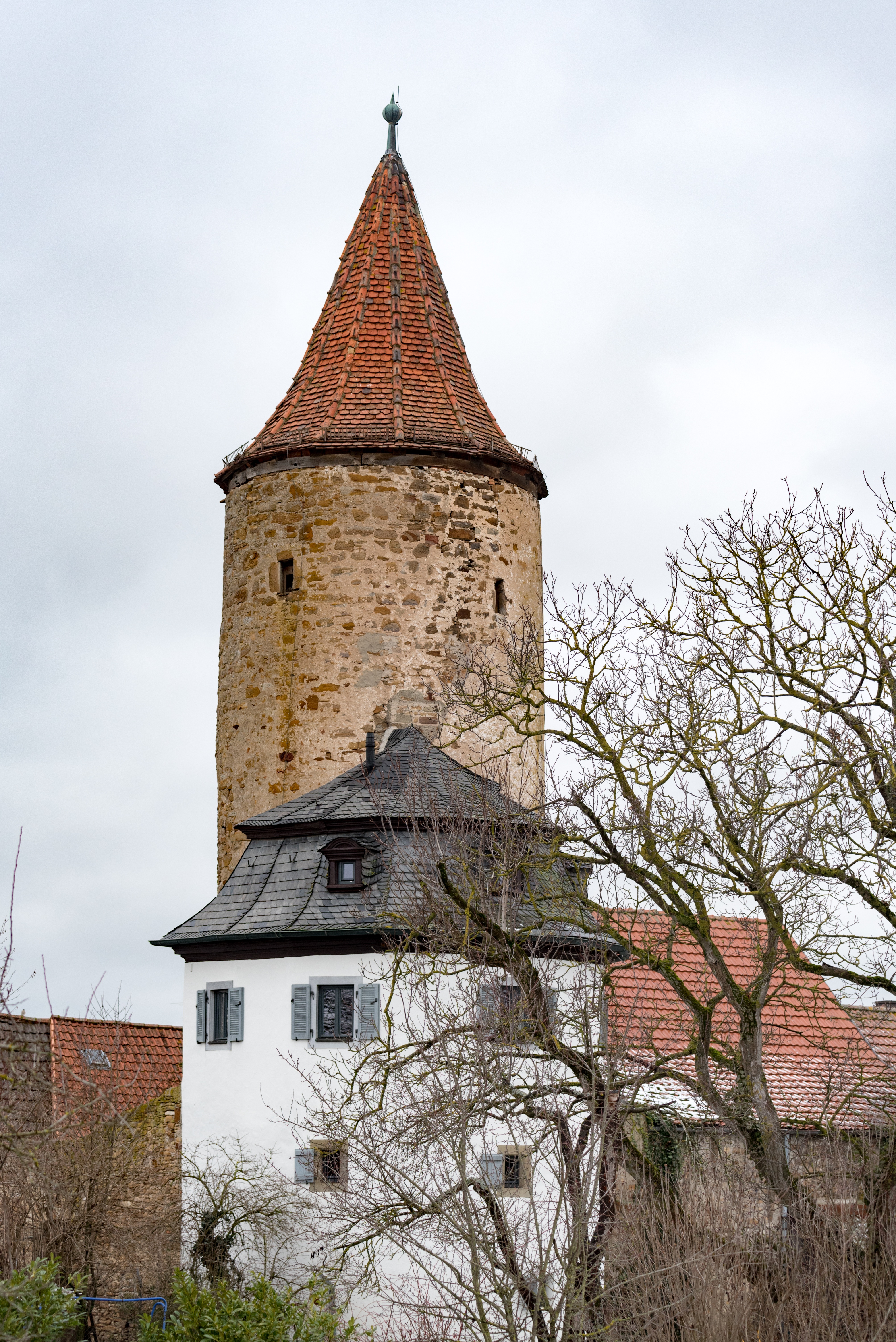
Eulenturm, von Südosten (weitere Bilder)
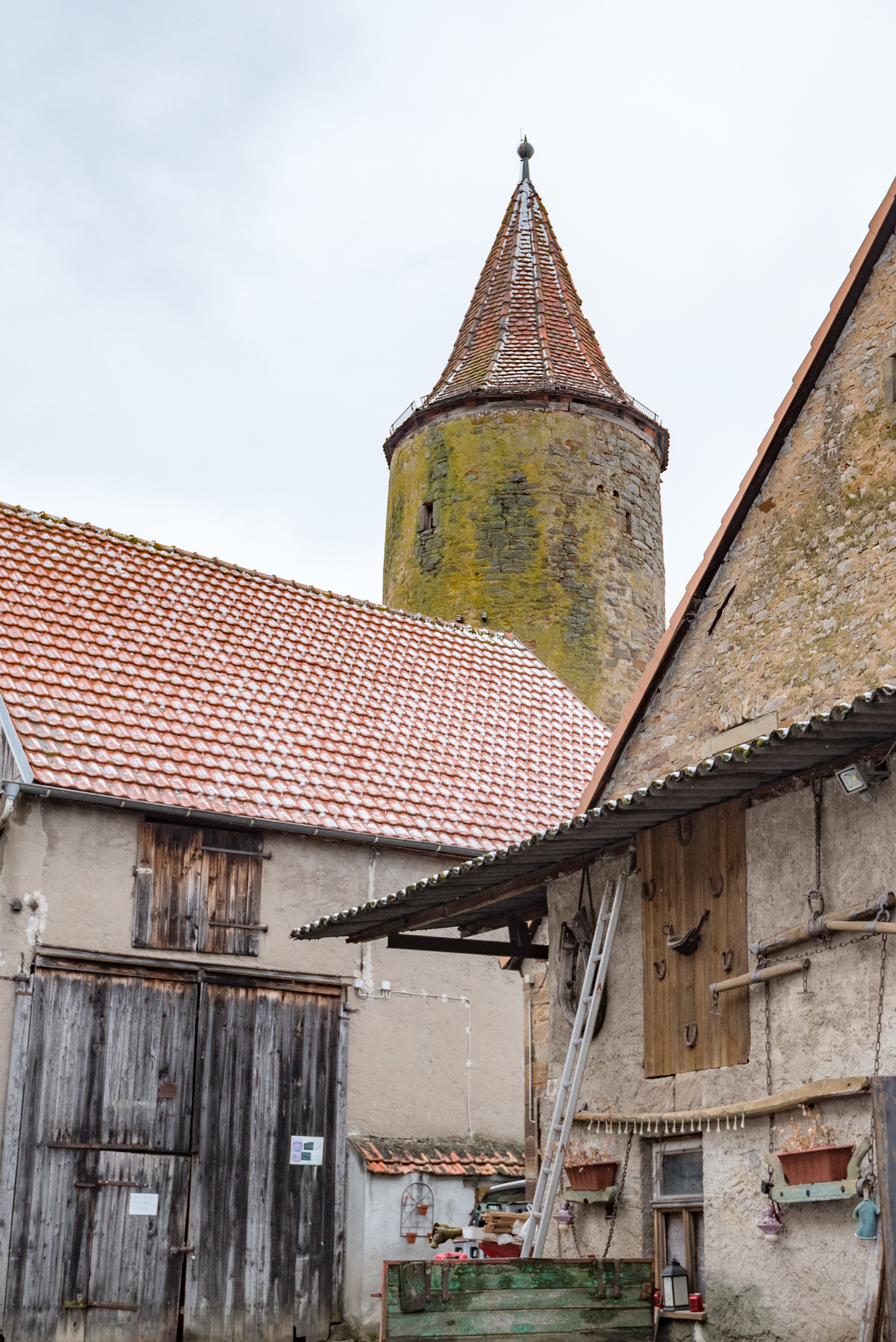
Eulenturm, von Nordwesten (weitere Bilder)
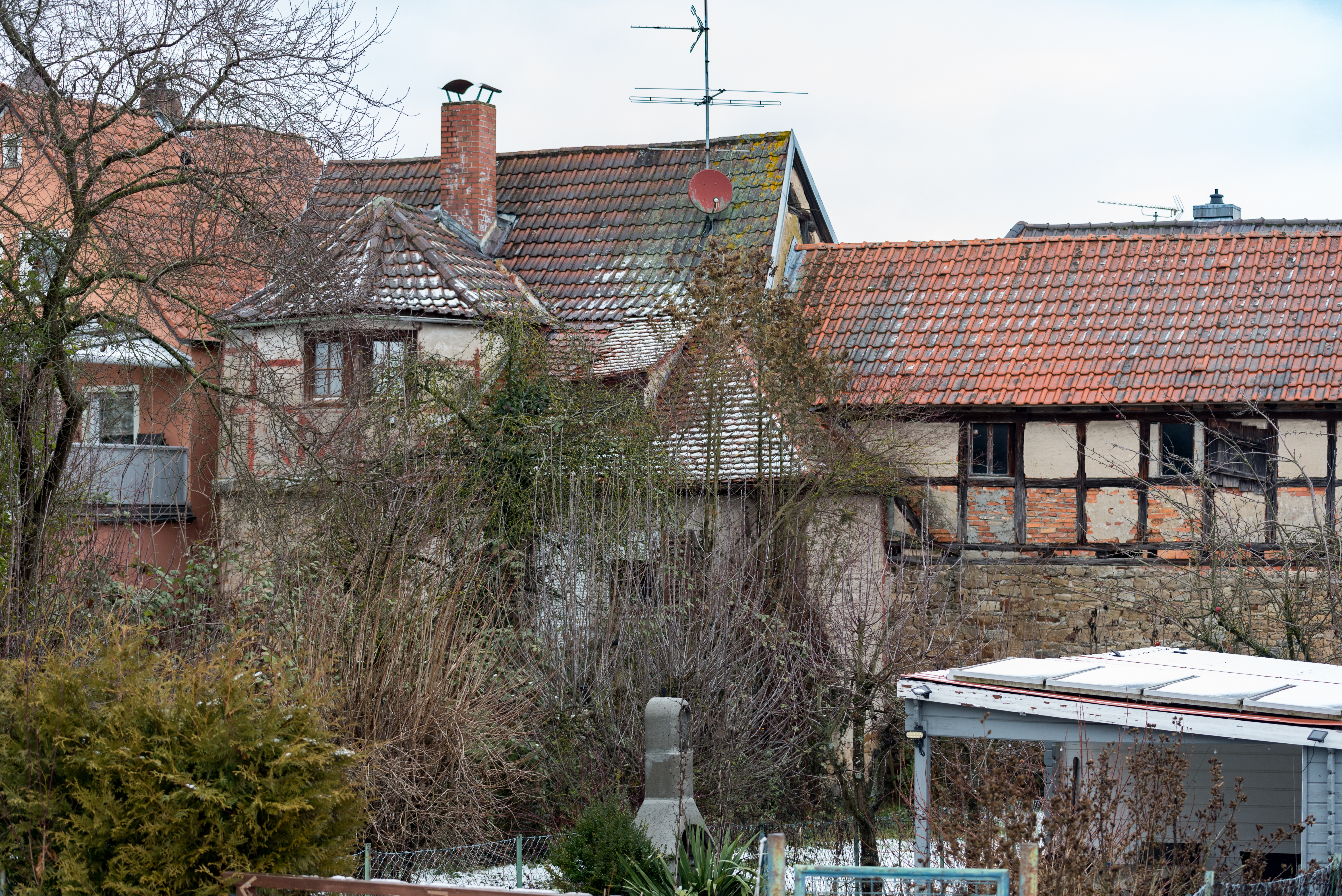
Mauerturm, Badgasse 14 (weitere Bilder)
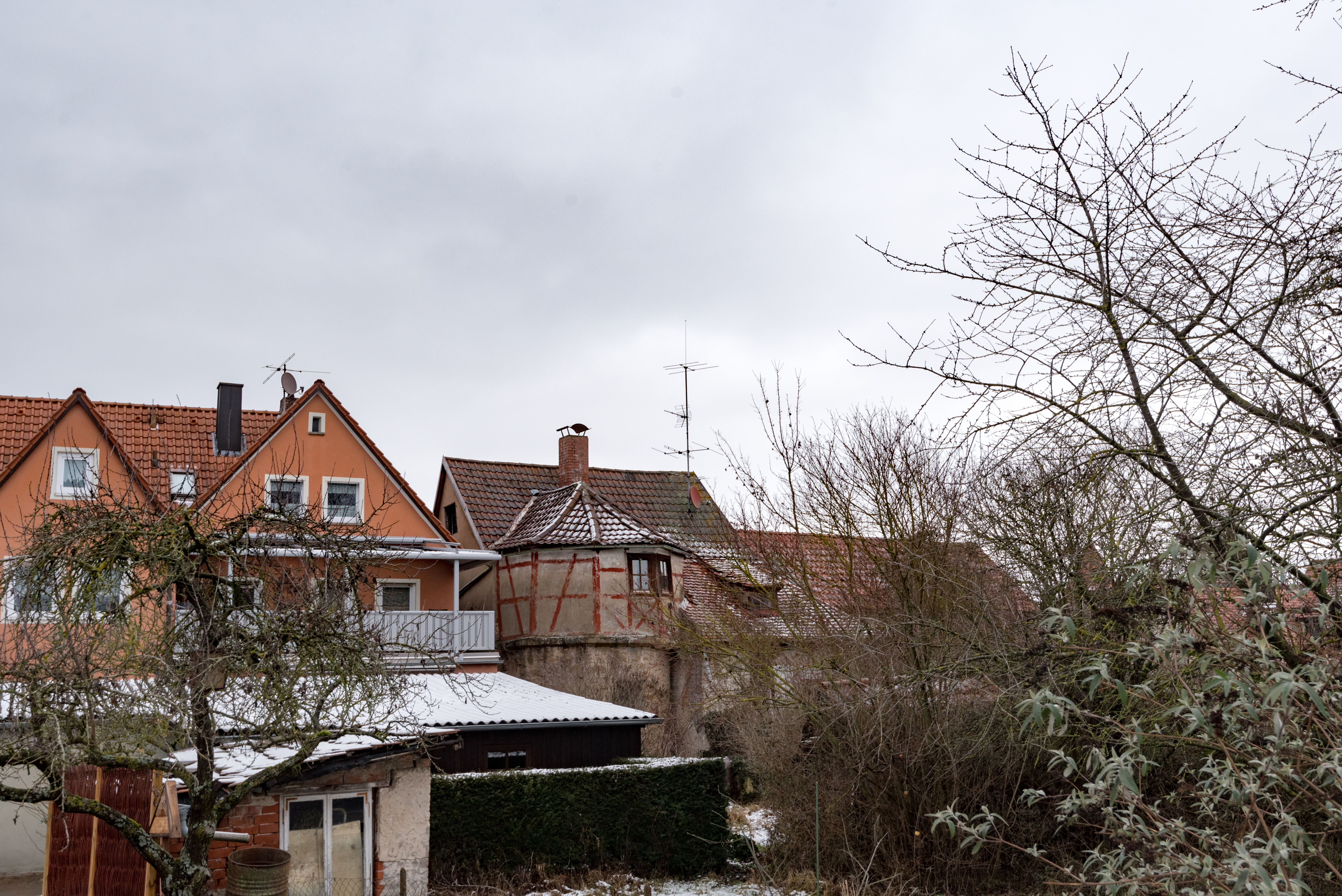
Mauerturm, Badgasse 14 (weitere Bilder)
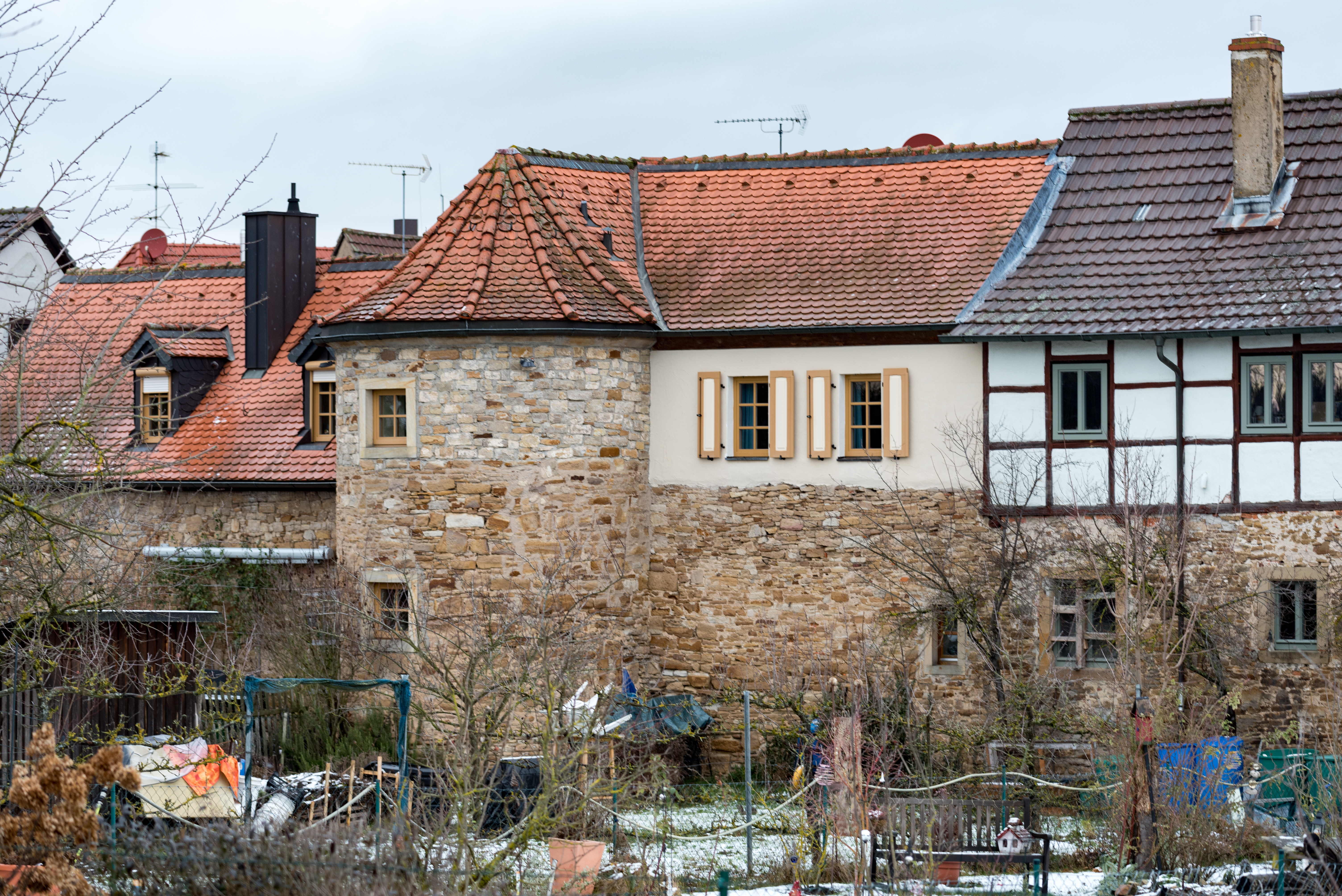
Mauerturm, Badgasse 2 (weitere Bilder)
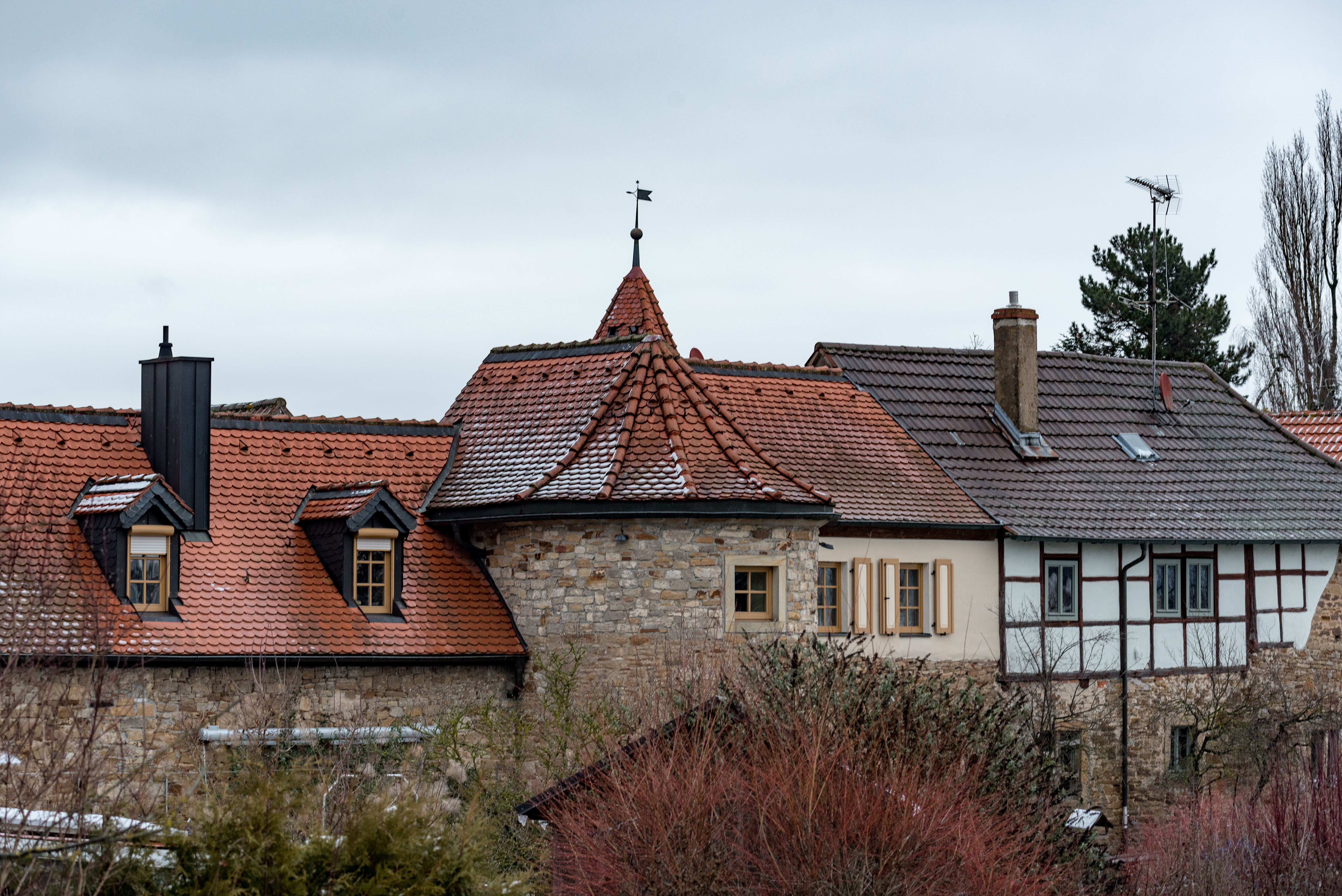
Mauerturm, Badgasse 2 (weitere Bilder)
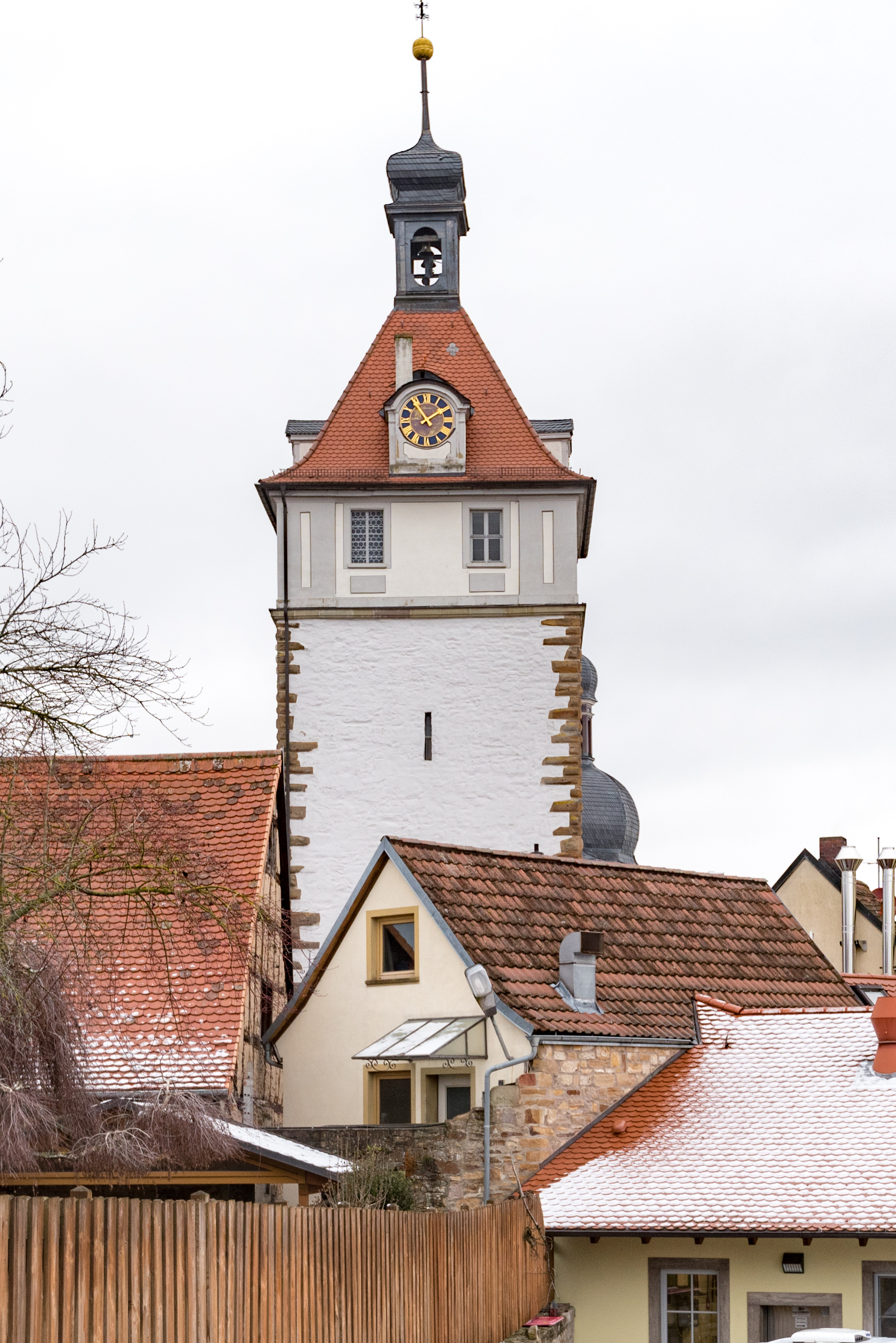
Stadtturm, von Süden (weitere Bilder)
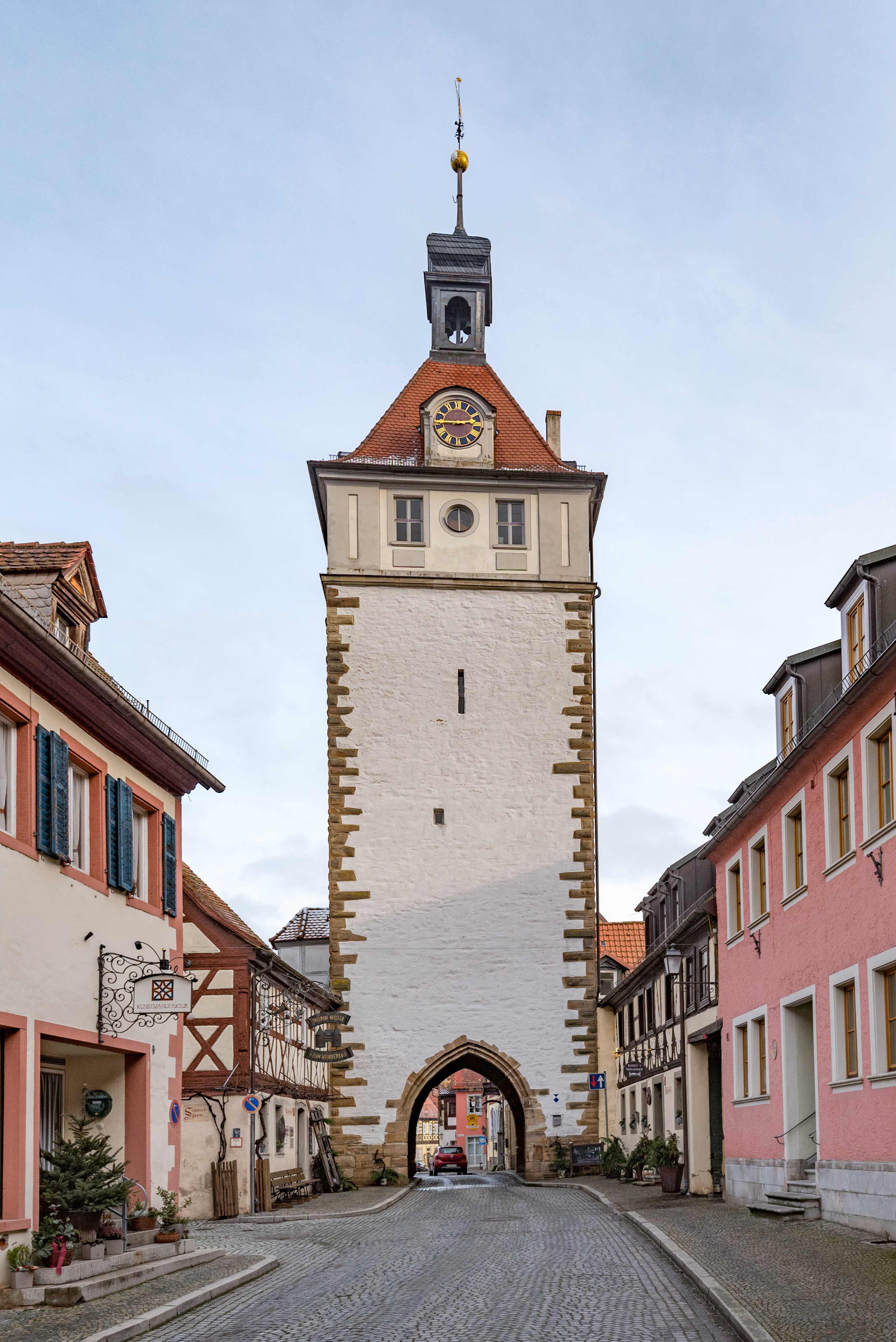
Stadtturm, von Westen (weitere Bilder)
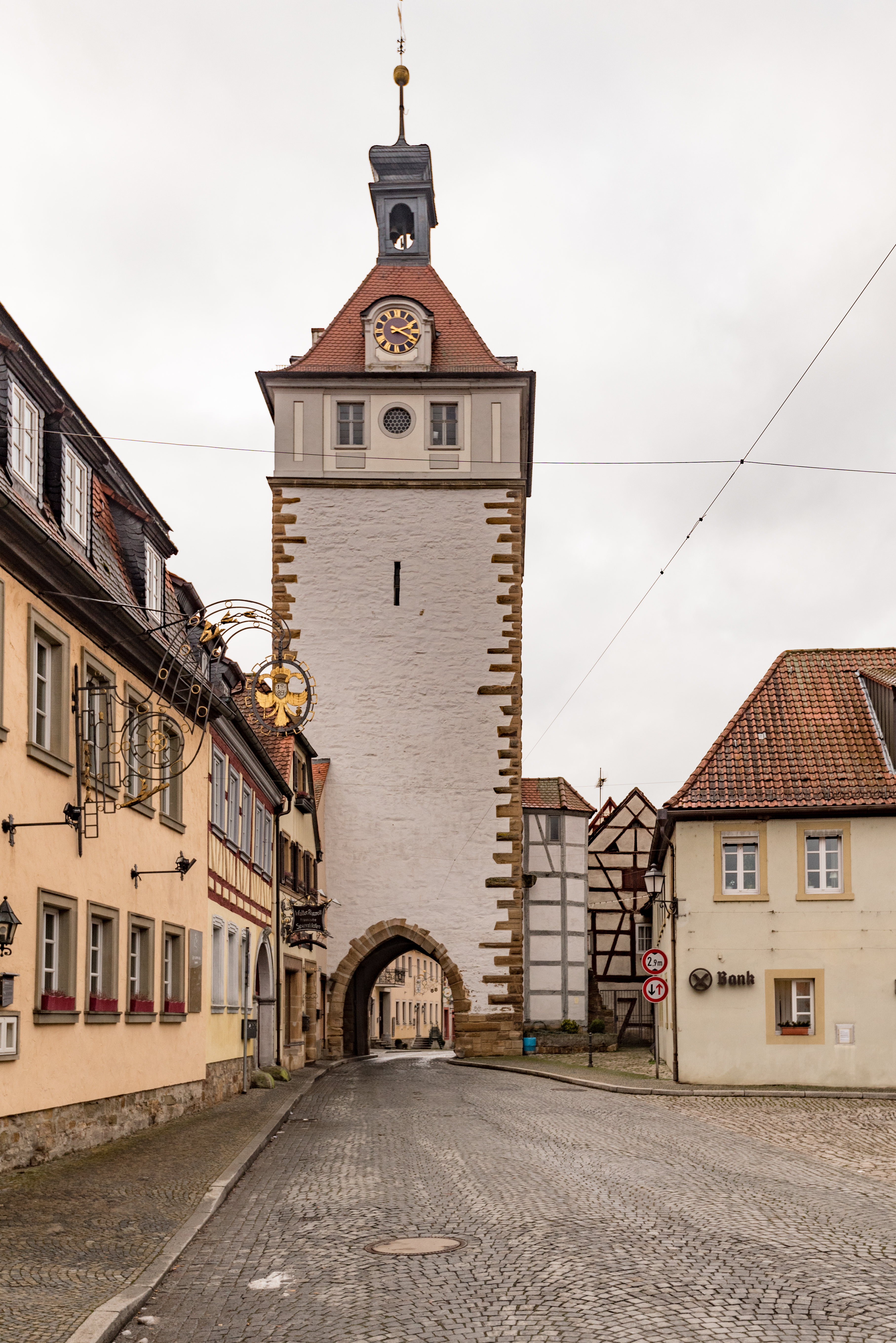
Stadtturm, von Osten (weitere Bilder)

Erhaltene Mauerabschnitte um die Altstadt sind:
- Mühlgasse 3, 5, 7, 9, 11, 13, 15 (Lage): Stadtmauer, 15./16. Jahrhundert
- Mühlgasse 17, 16, Altbach (Lage): Stadtmauer, 15./16. Jahrhundert
- Kirchgasse 9, 11, 13 (Lage): Stadtmauer, 15./16. Jahrhundert
- Kirchgasse 15, 17, 19, Schlossgasse 1, 3, 5 (Lage): Stadtmauer, 15./16. Jahrhundert
- Karlsplatz 4, 2 (Lage): Stadtmauer, 15./16. Jahrhundert
- Luitpoldstraße 1, 5, 7, 11, 13, 15, 17, 19, 21 (Lage): Stadtmauer, 15./16. Jahrhundert

Von der inneren Stadtmauer ist erhalten
- Nähe Karlsplatz (Lage): Reste der innere Stadtmauer, die Vorstadt abtrennend

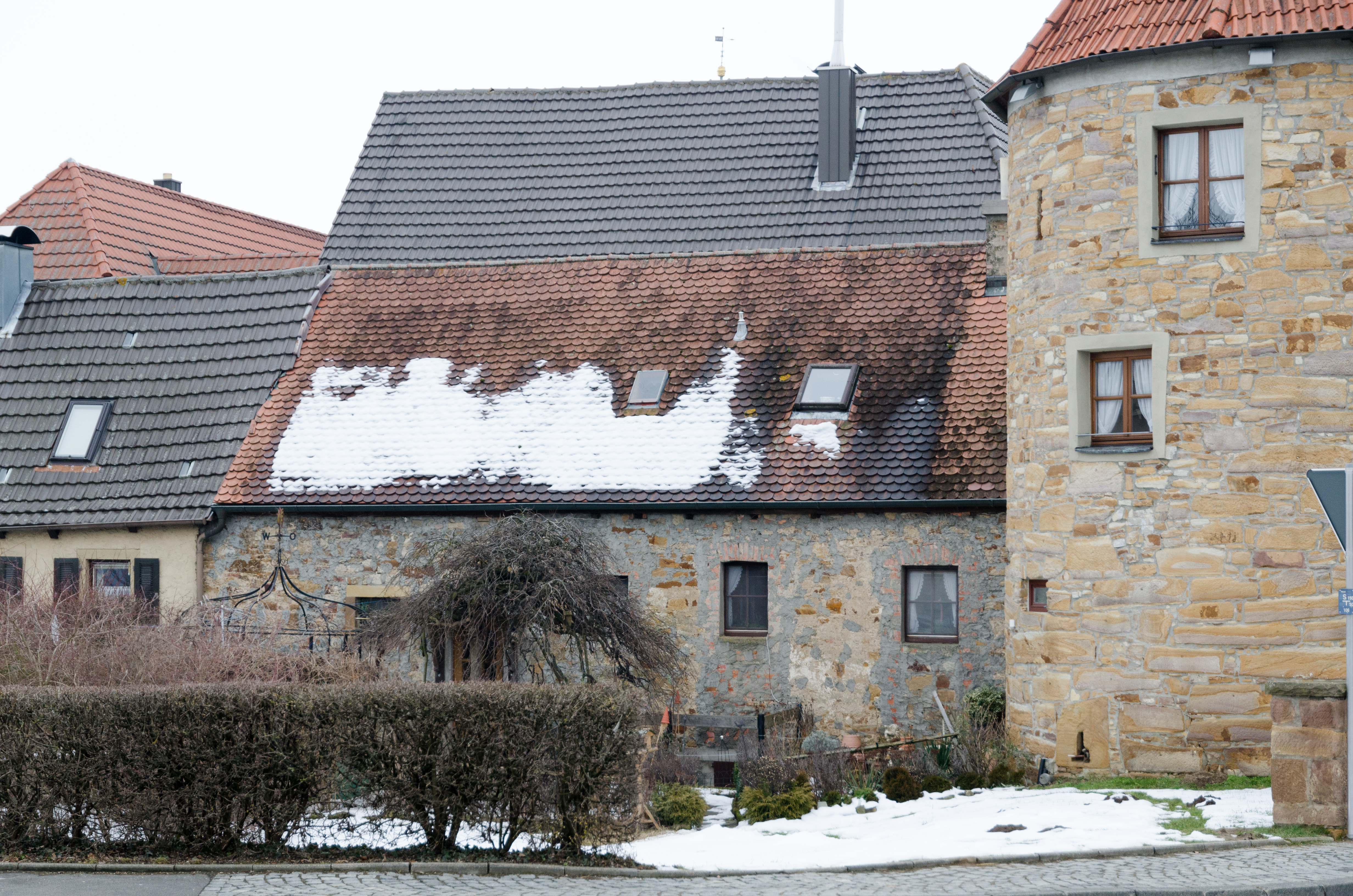
Mühlgasse 1, Feldseite
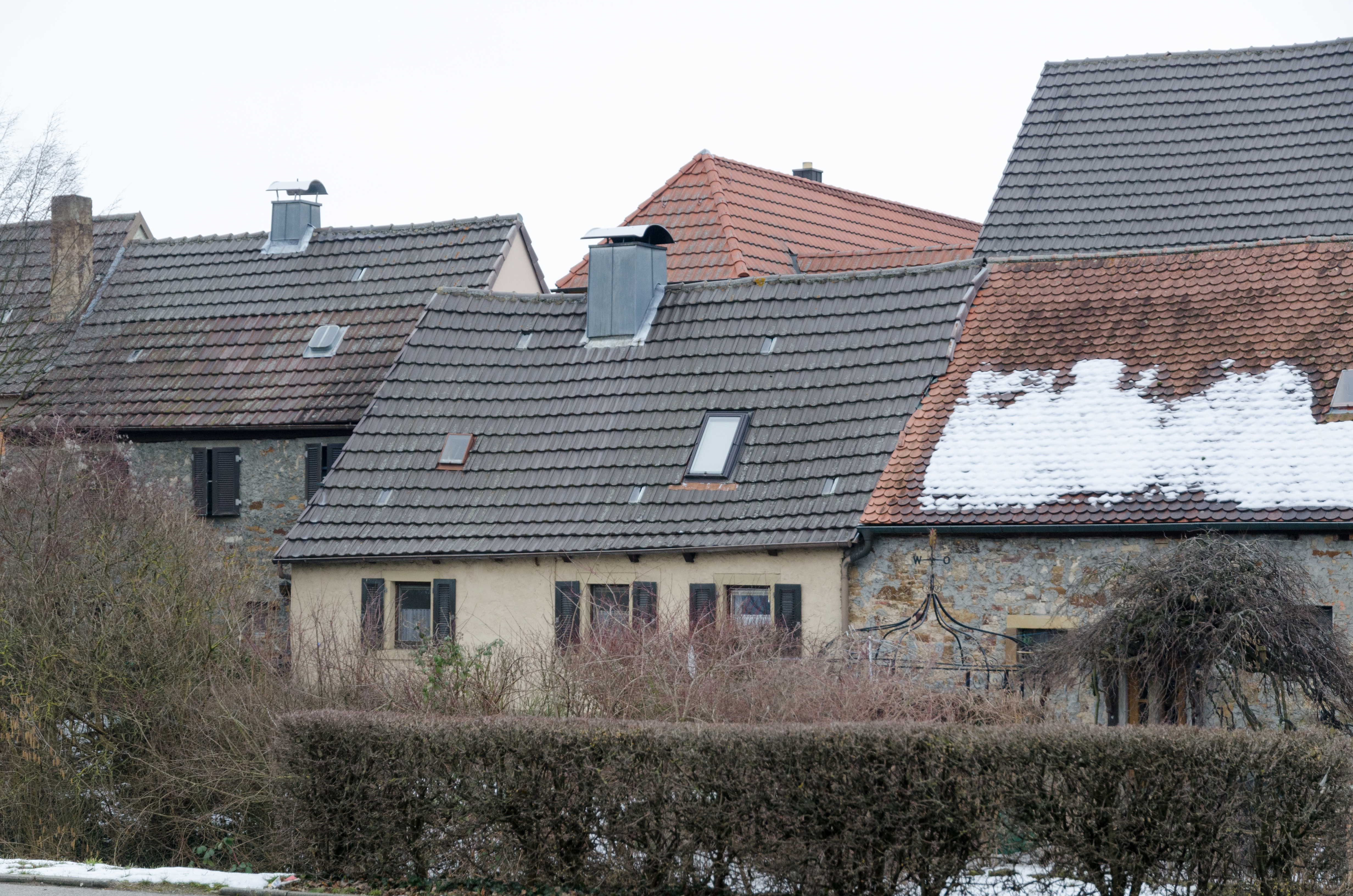
Mühlgasse 3, Feldseite
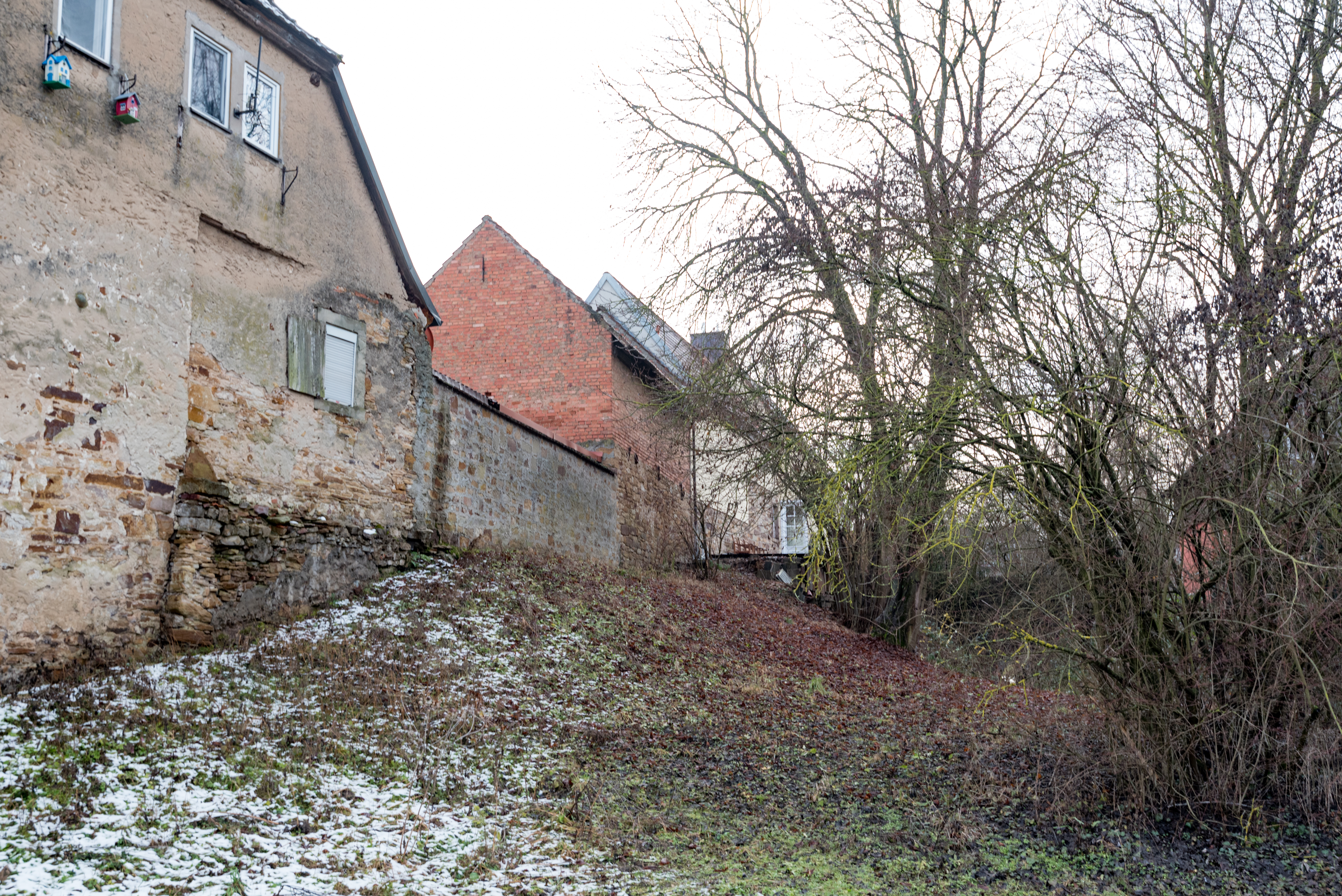
Mühlgasse 16, Feldseite, von Nordwesten
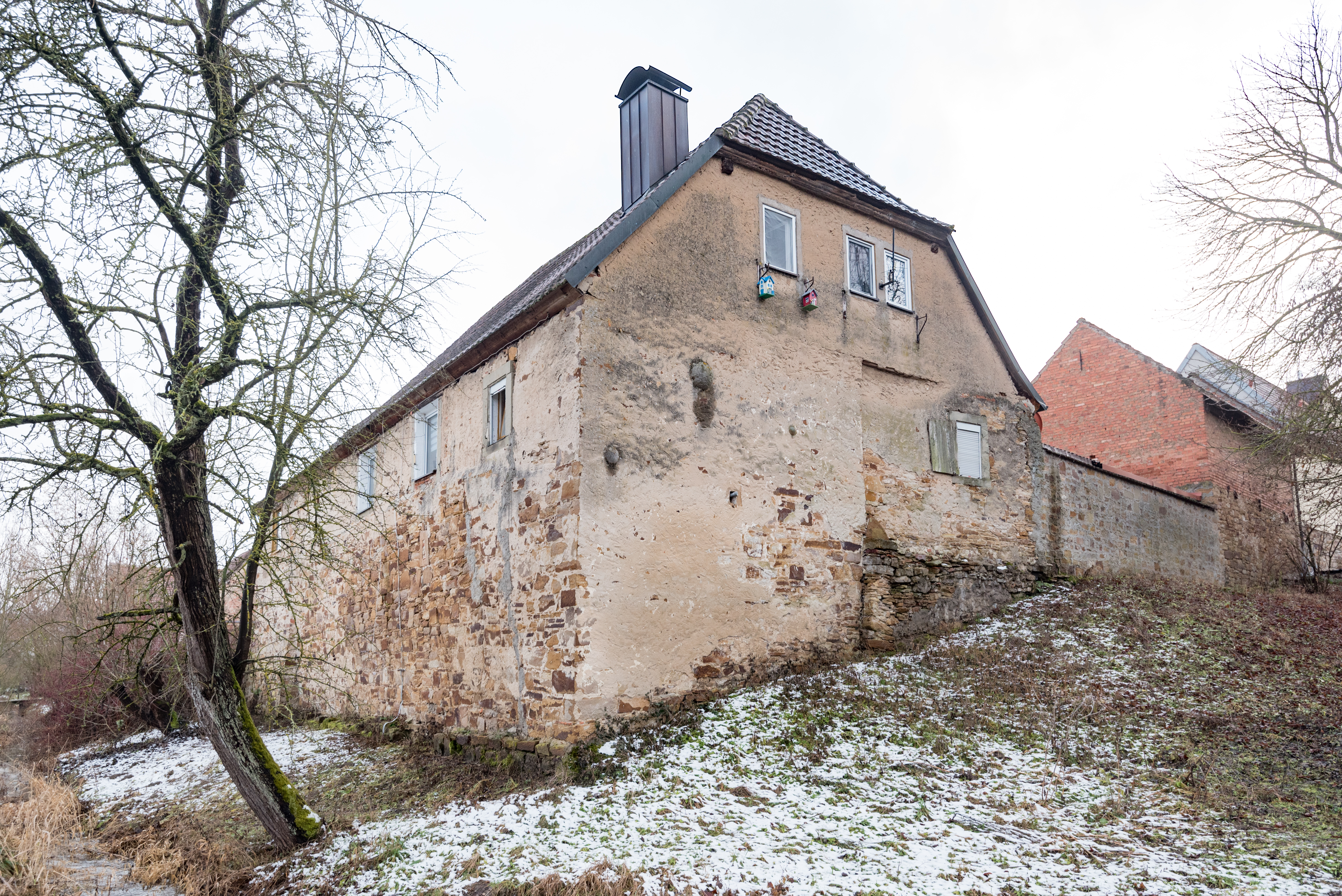
Mühlgasse 16, Feldseite, von Nordwesten
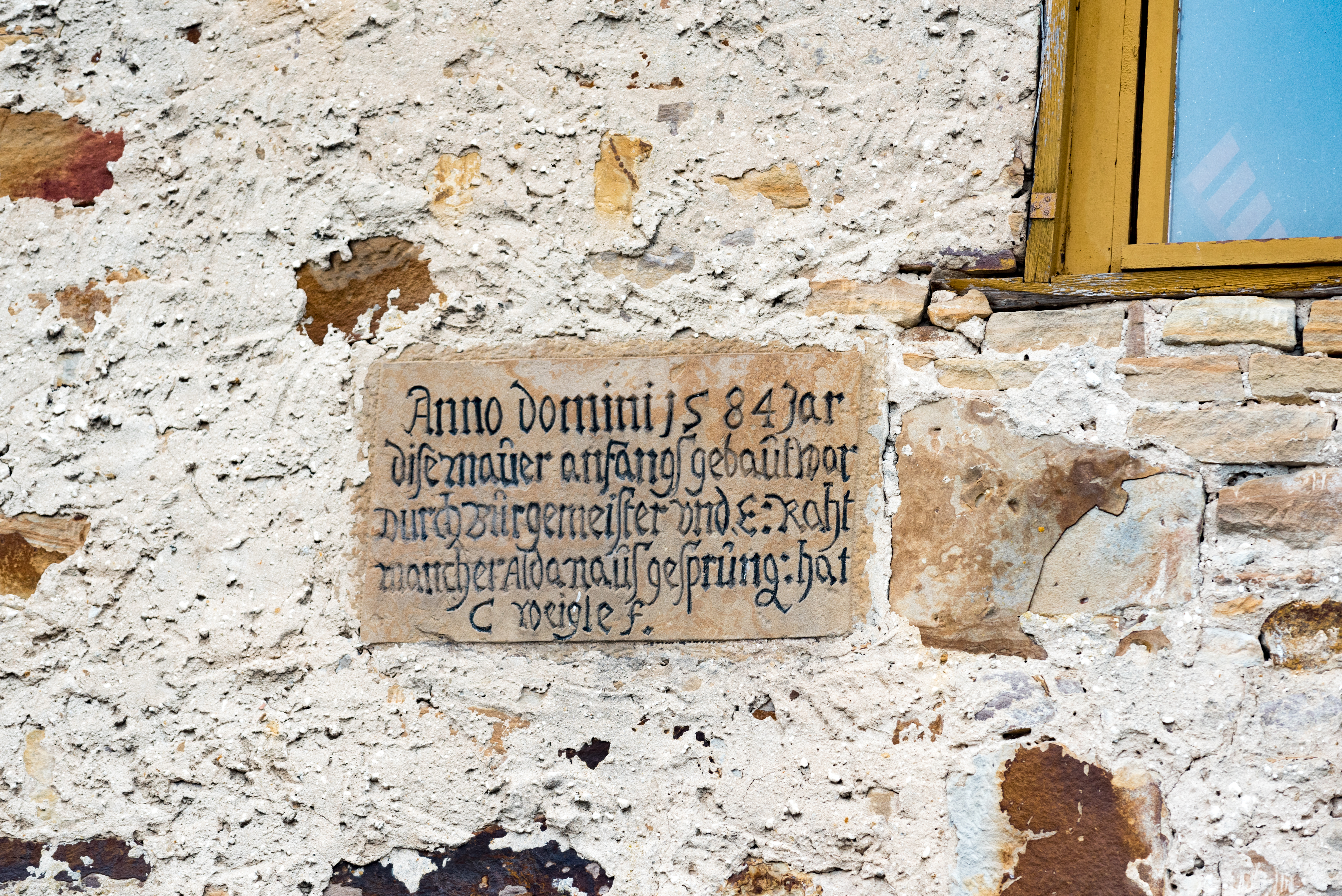
Mühlgasse 16, Feldseite, von Norden
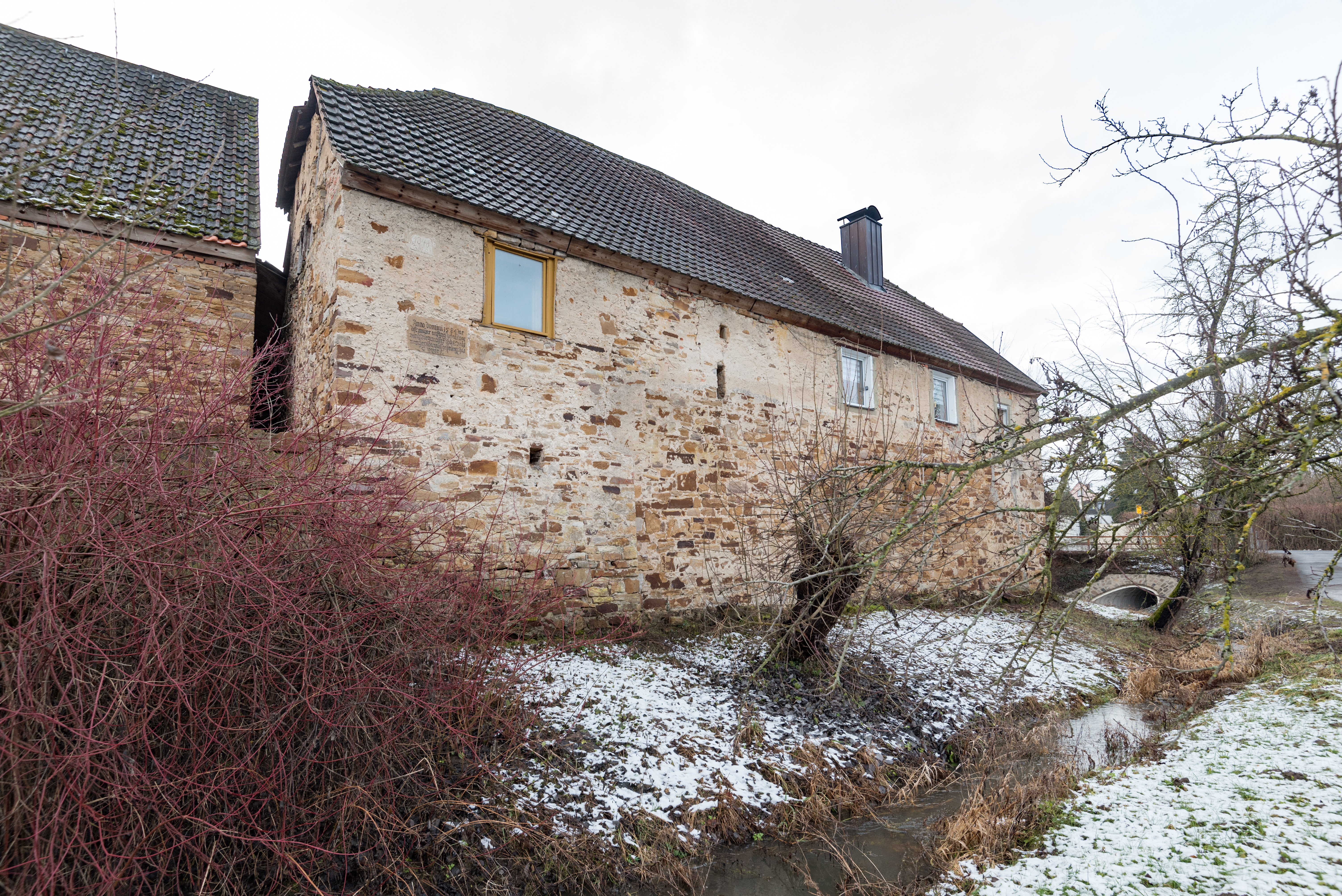
Mühlgasse 16, Feldseite, von Nordosten
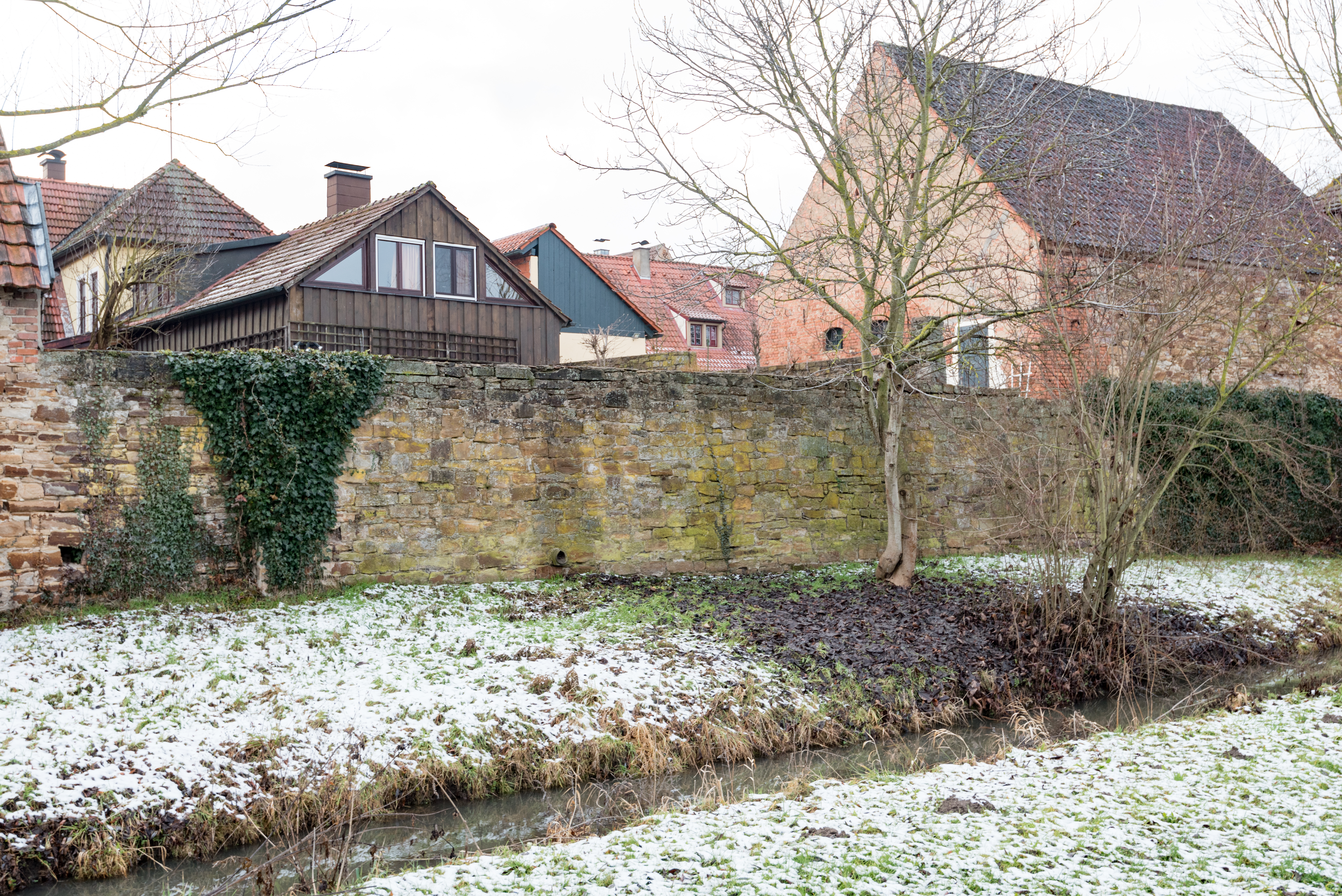
Spitalgasse, Feldseite
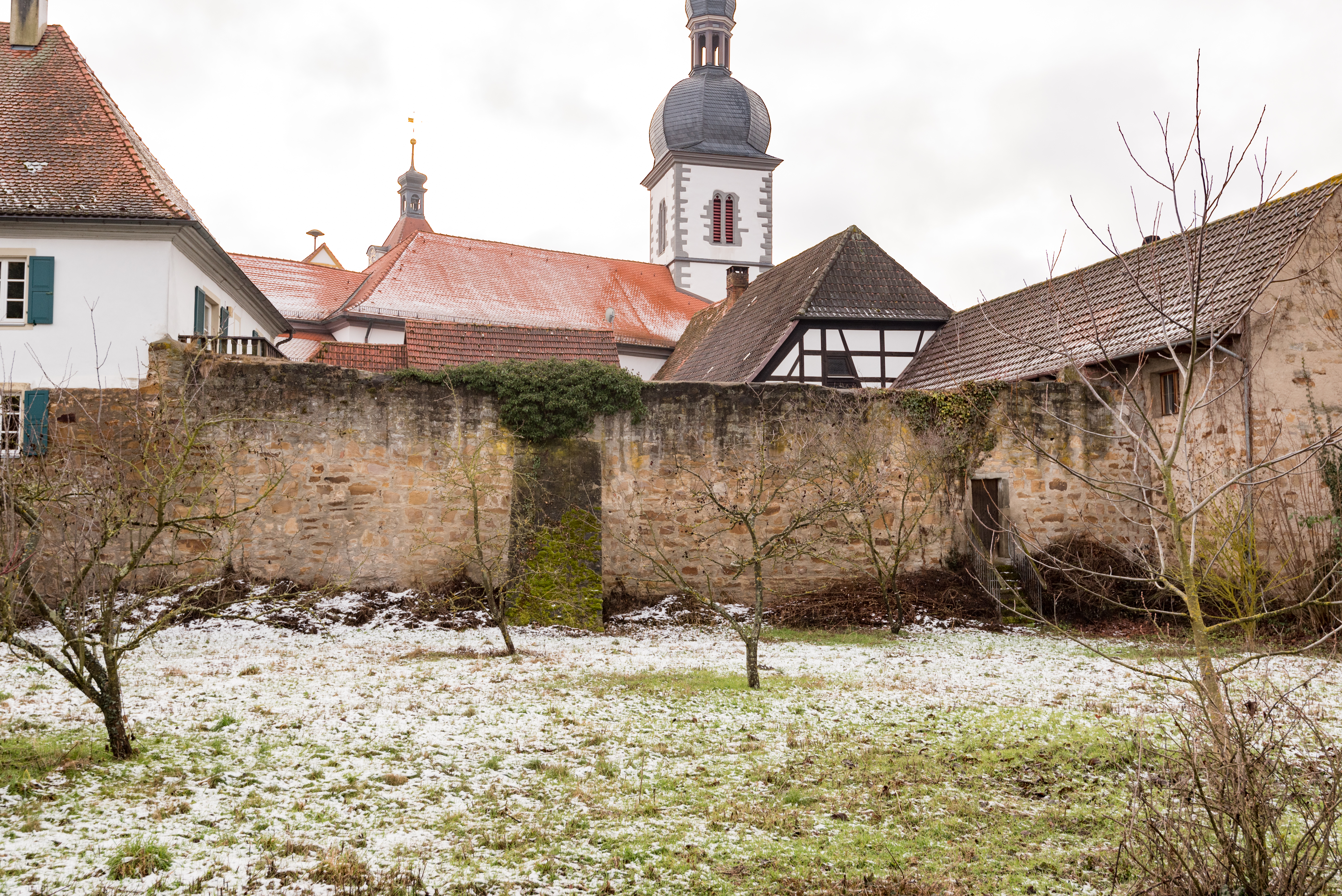
Kirchgasse 5, Feldseite
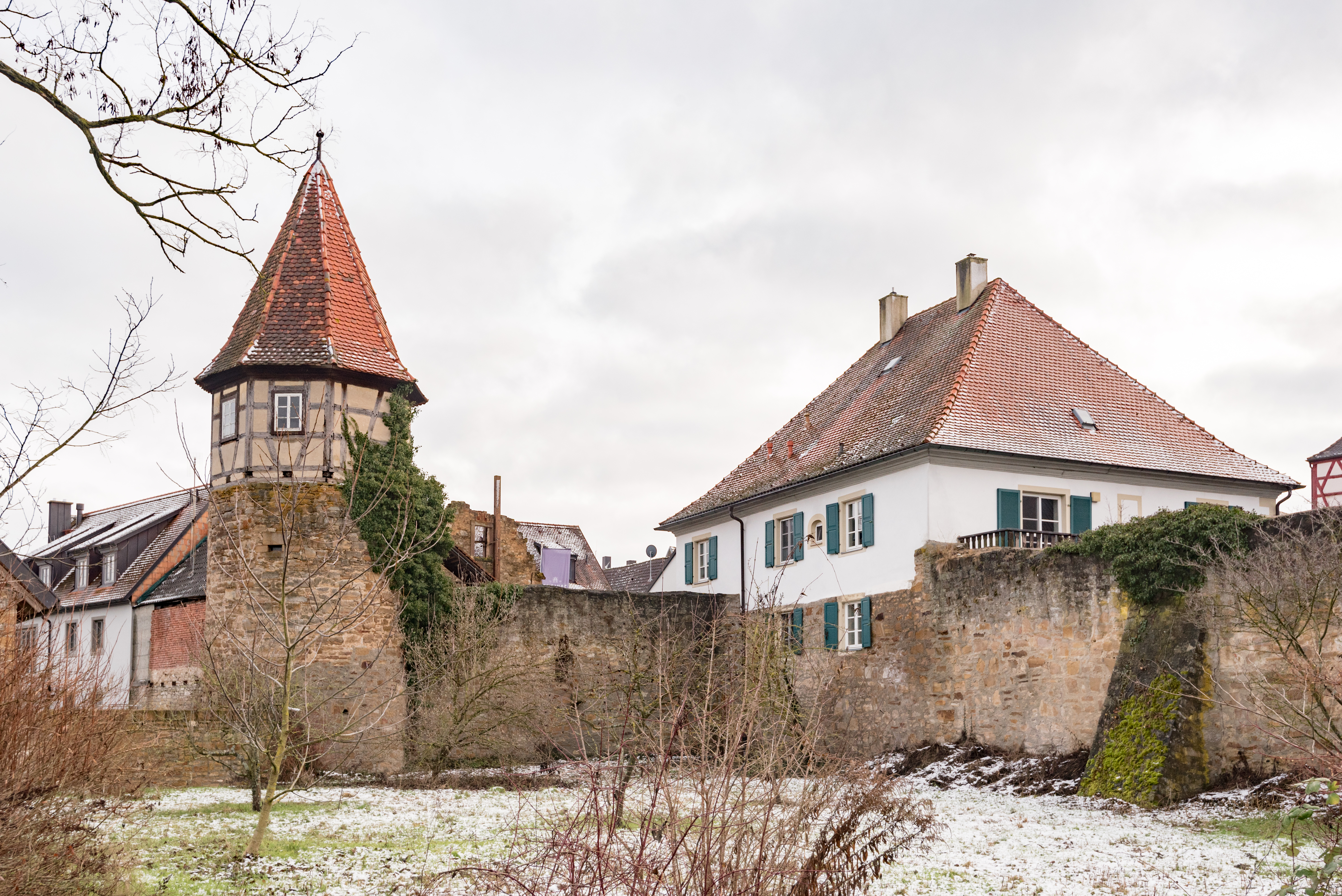
Kirchgasse 5, Feldseite, von Westen
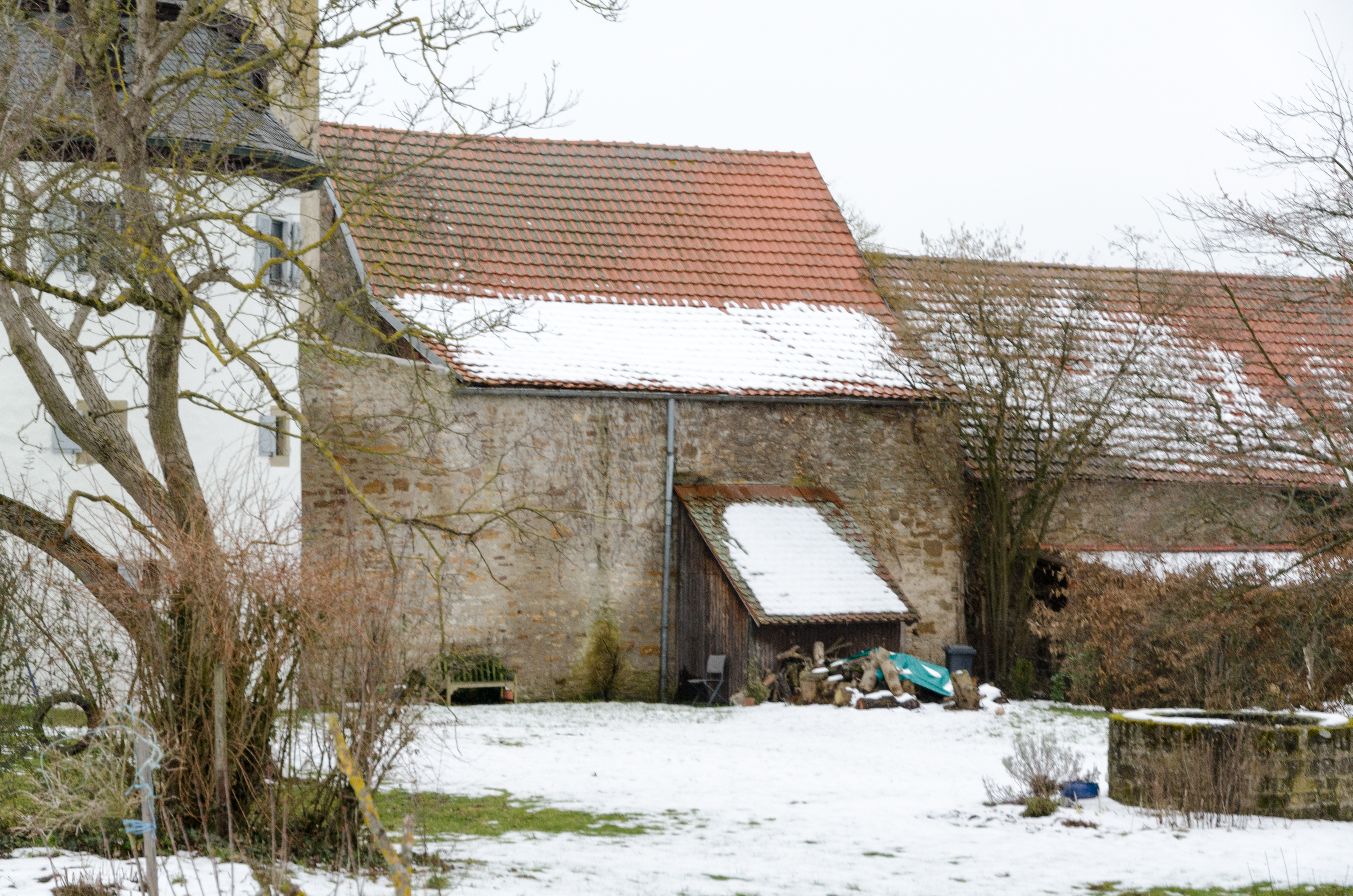
Schulinstraße 26, Feldseite
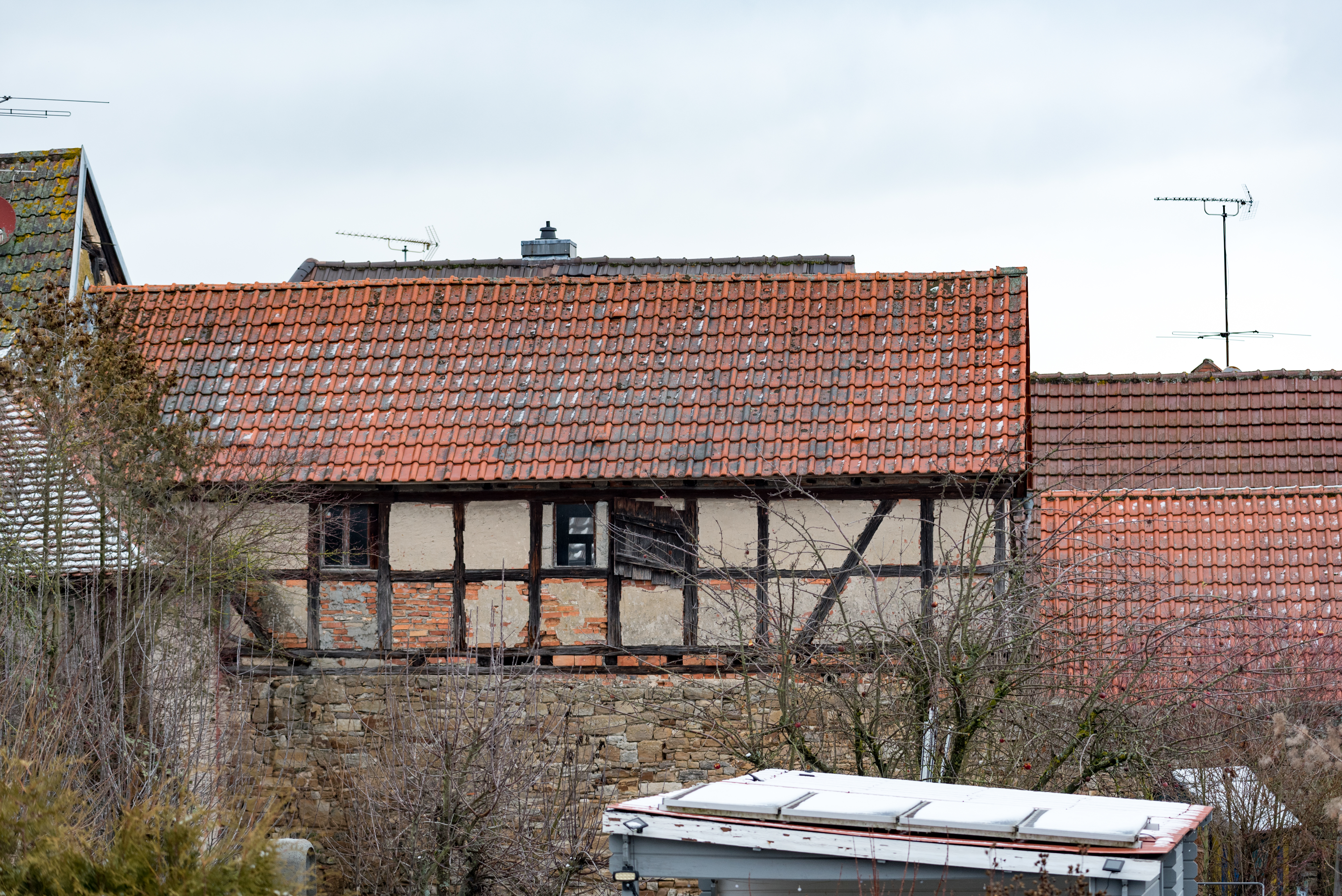
Badgasse 14, Feldseite
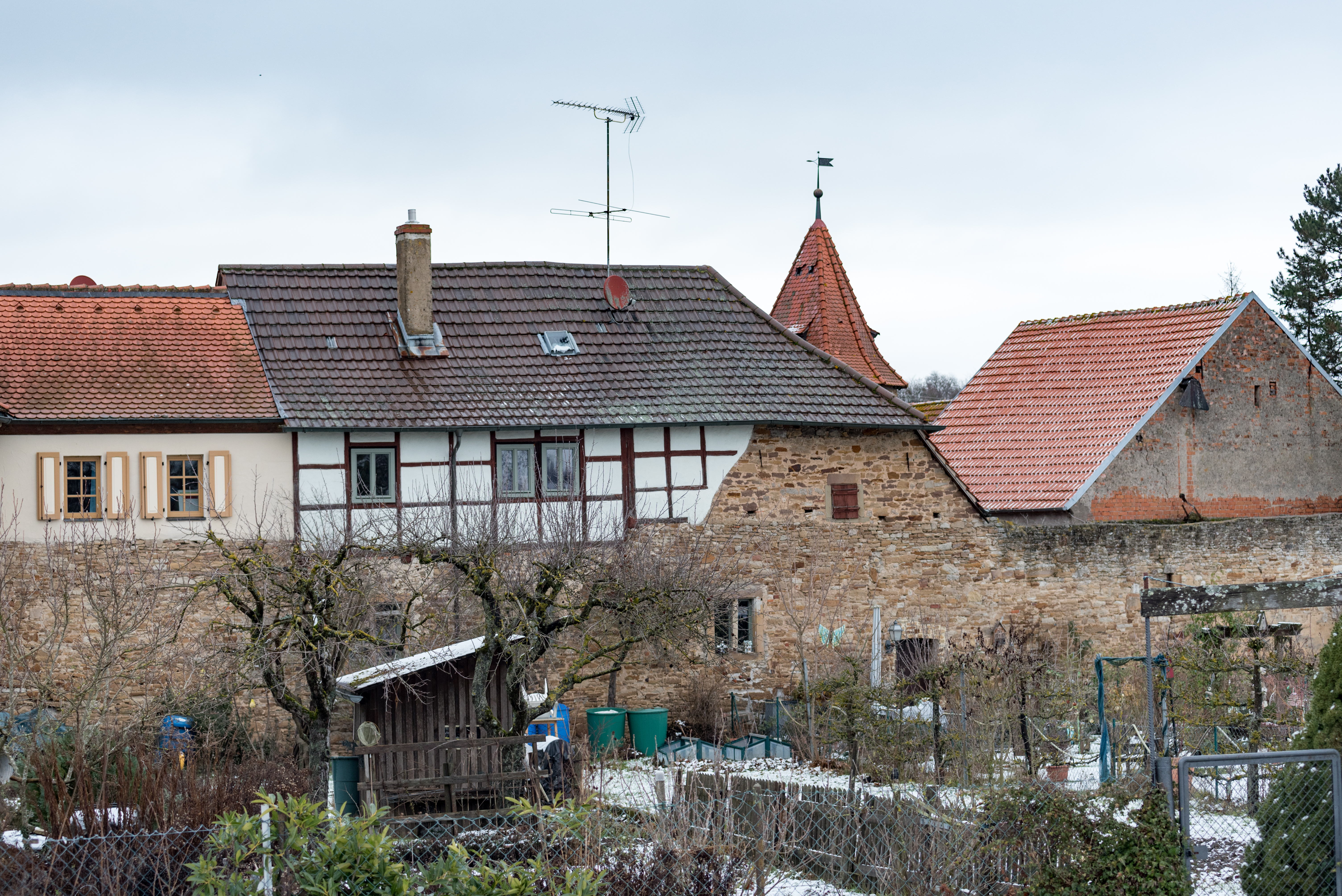
Badgasse 4, Feldseite
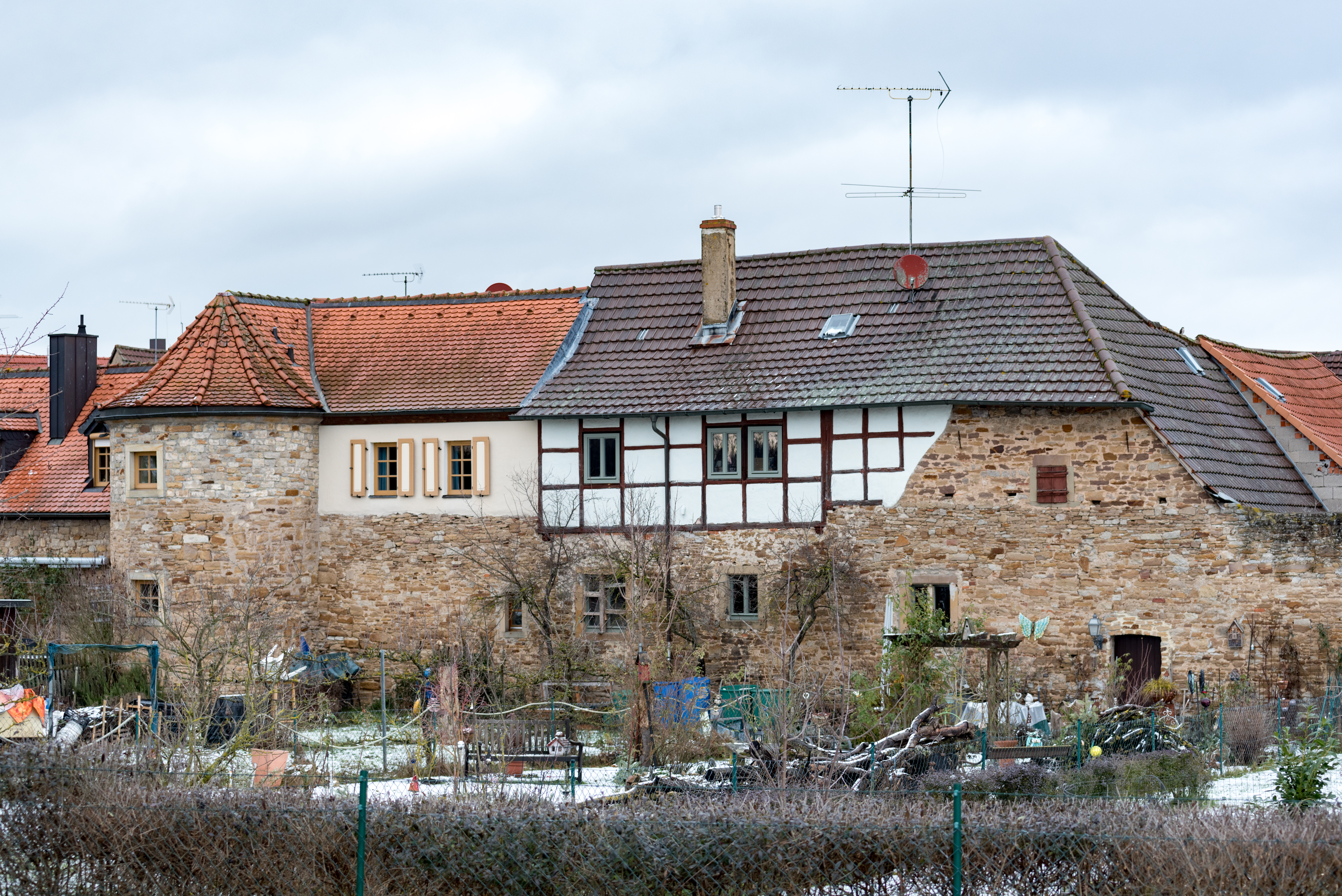
Badgasse 2, Feldseite
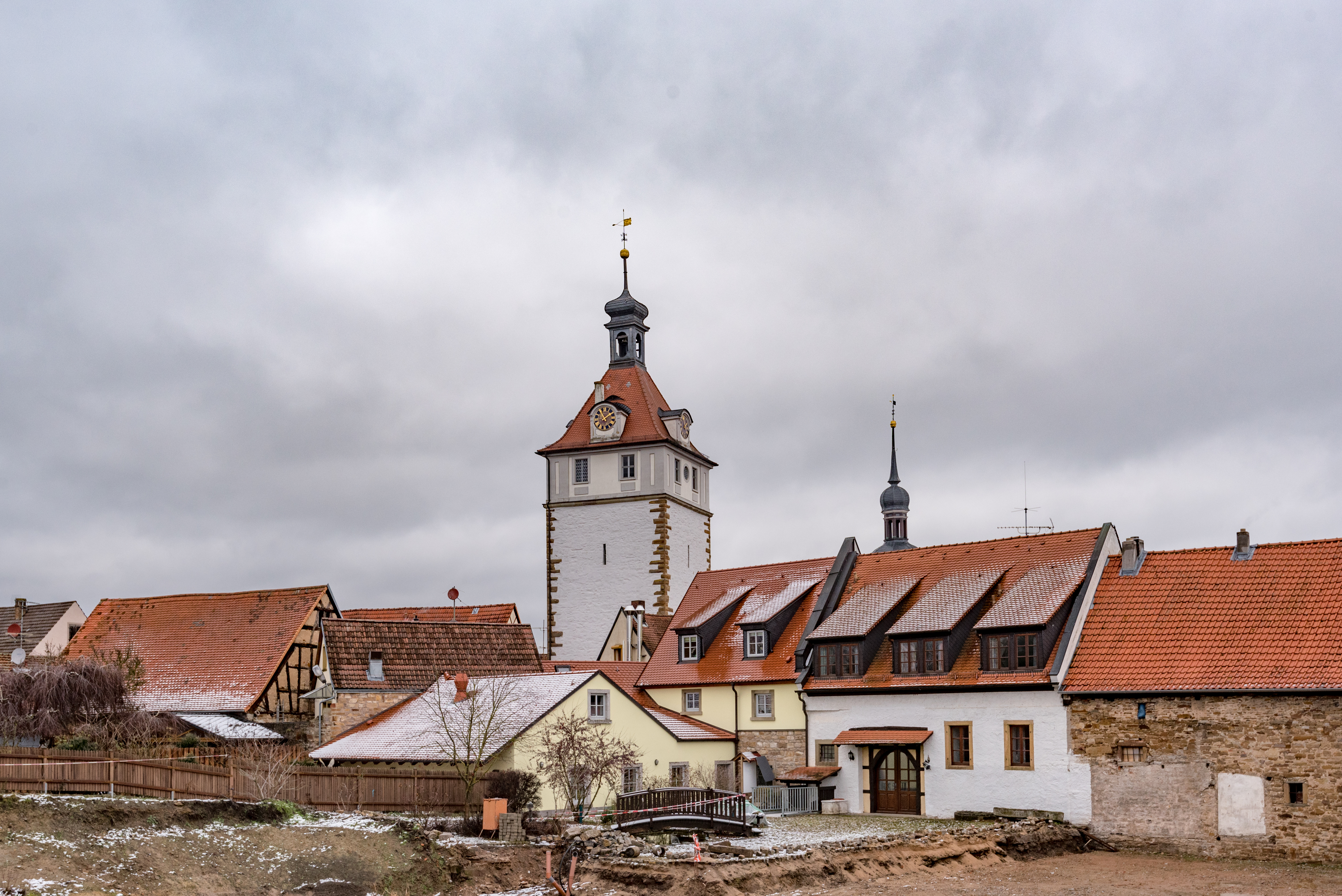
Karlsplatz 10, 12
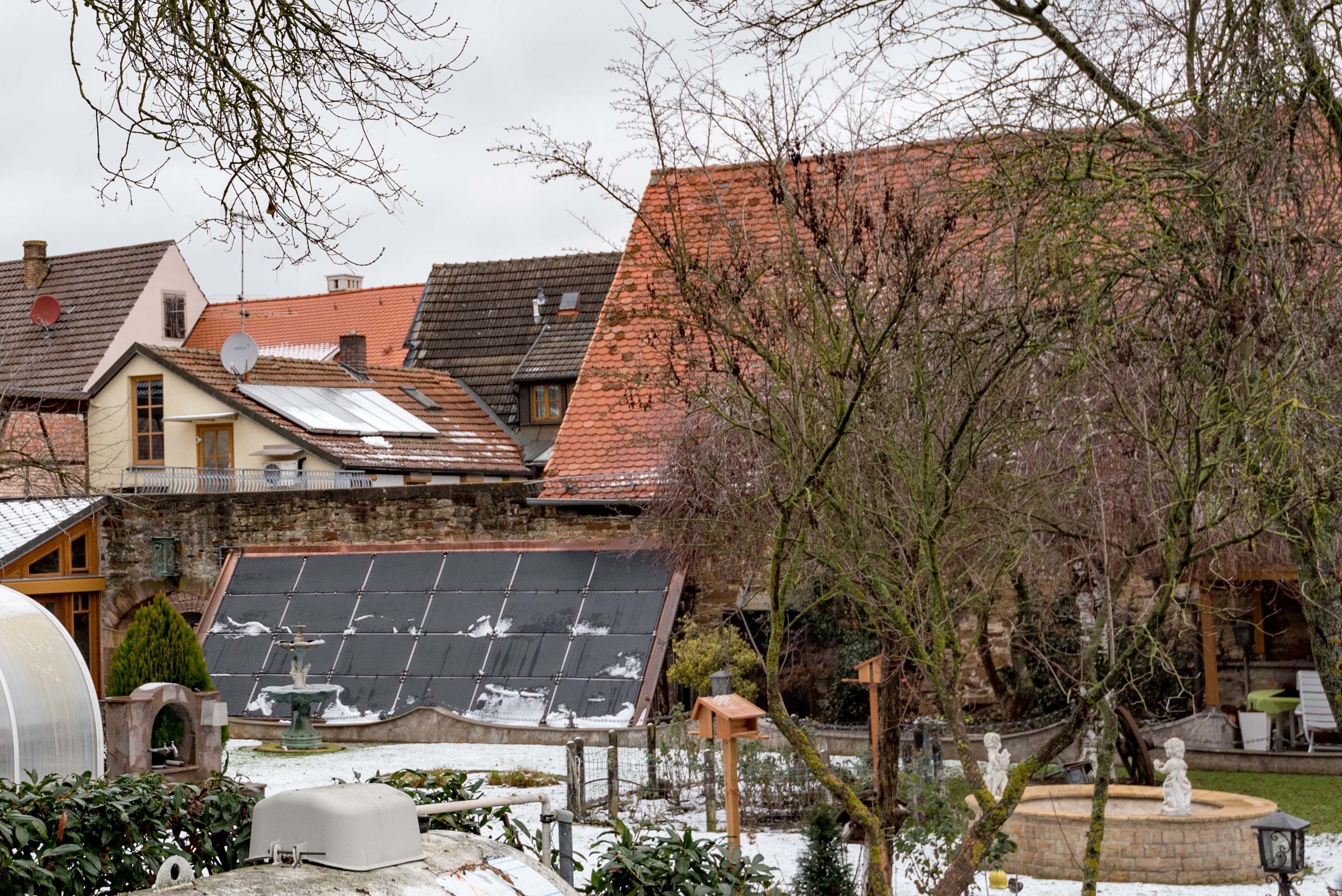
Luitpoldstraße 1, Feldseite
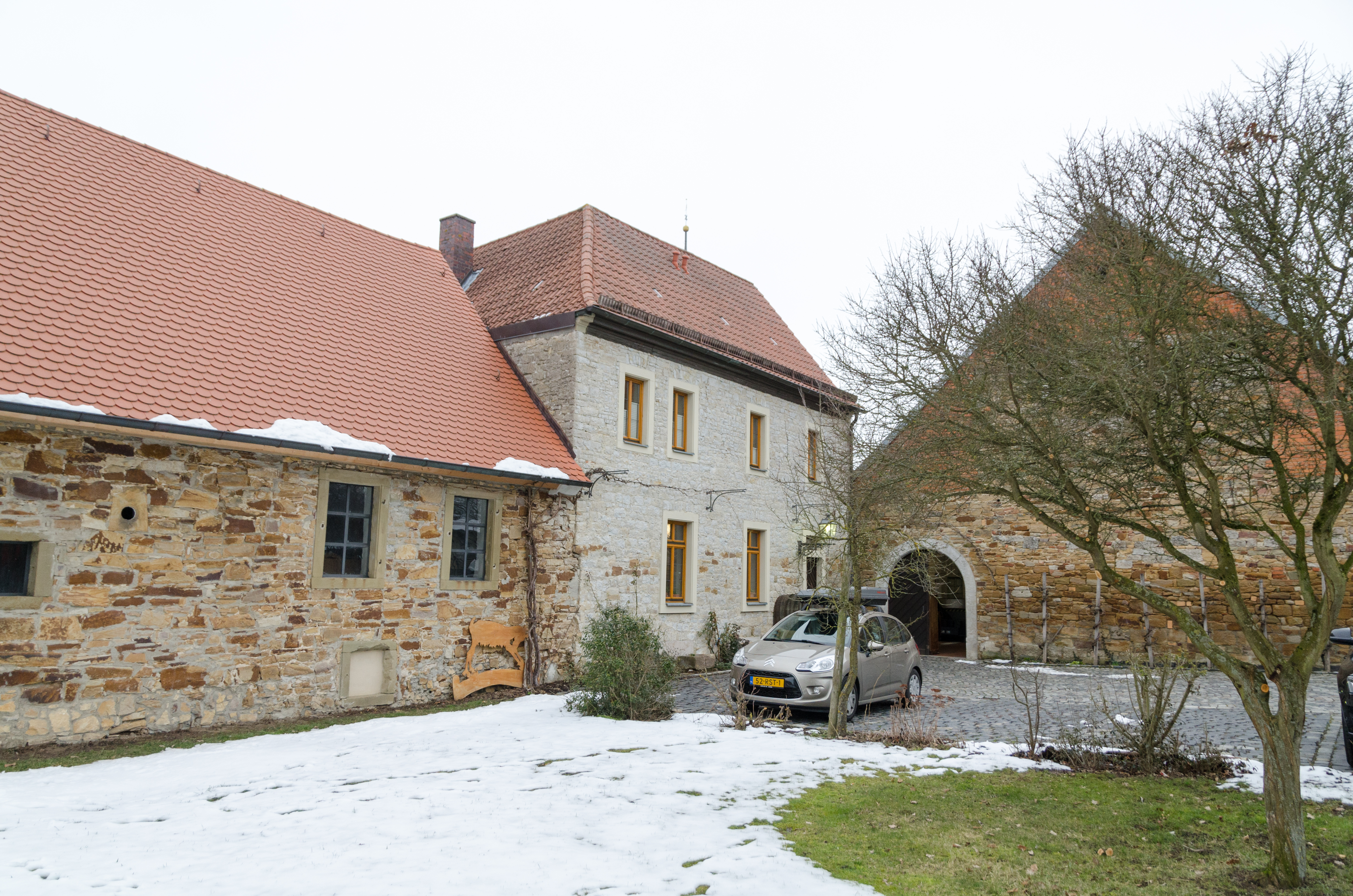
Luitpoldstraße 7, Feldseite
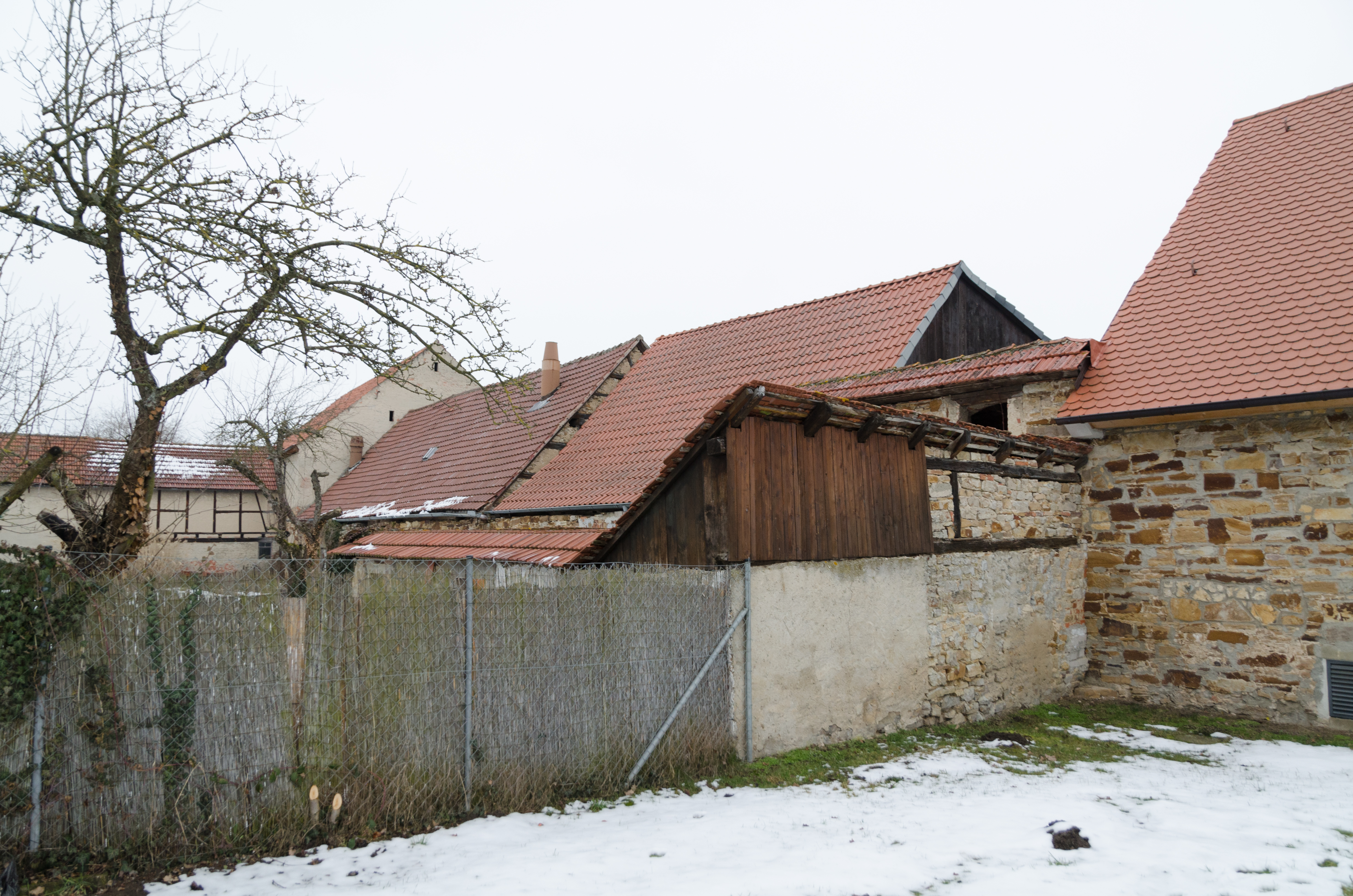
Luitpoldstraße 11, Feldseite
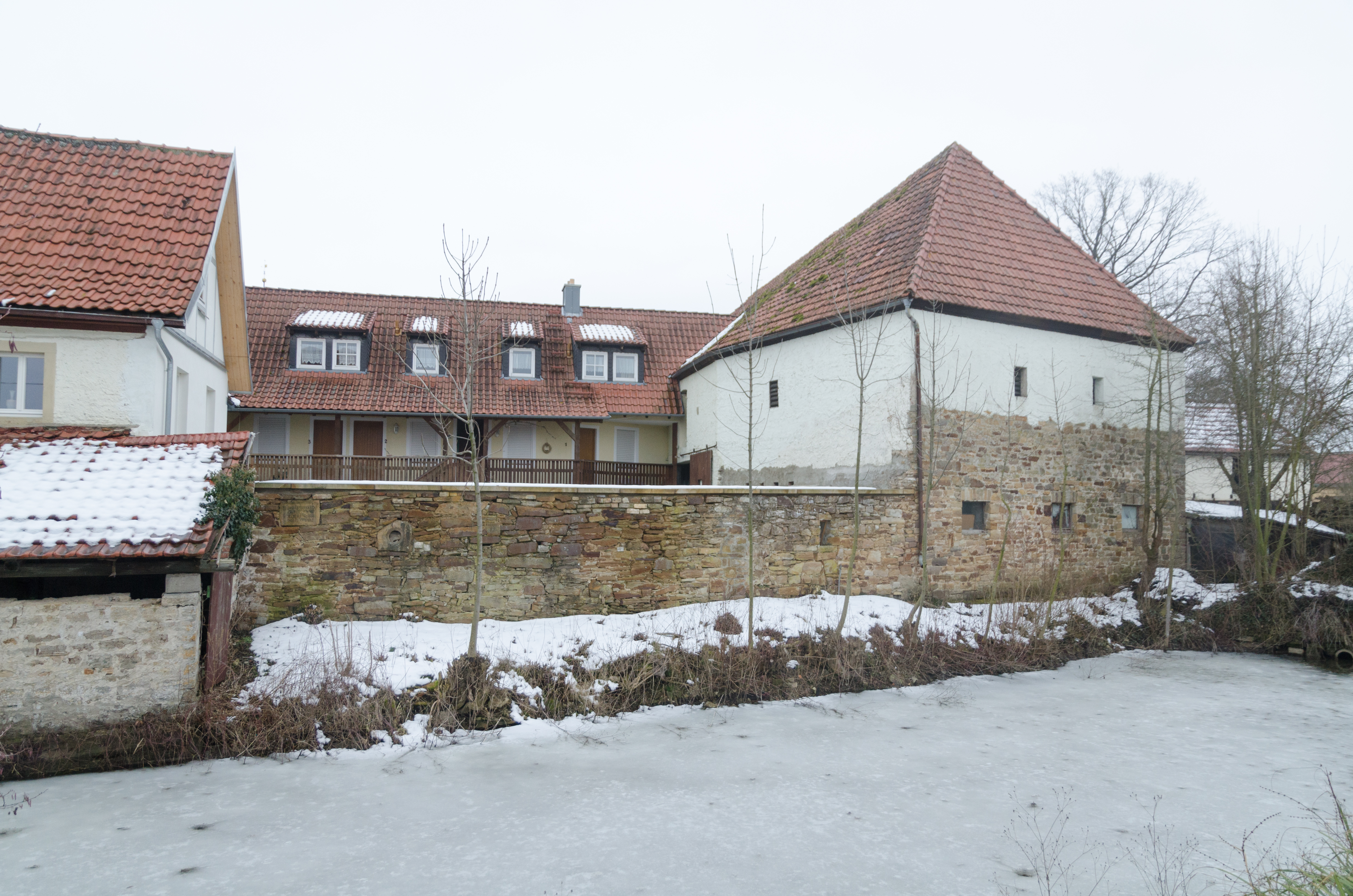
Luitpoldstraße 21, Feldseite
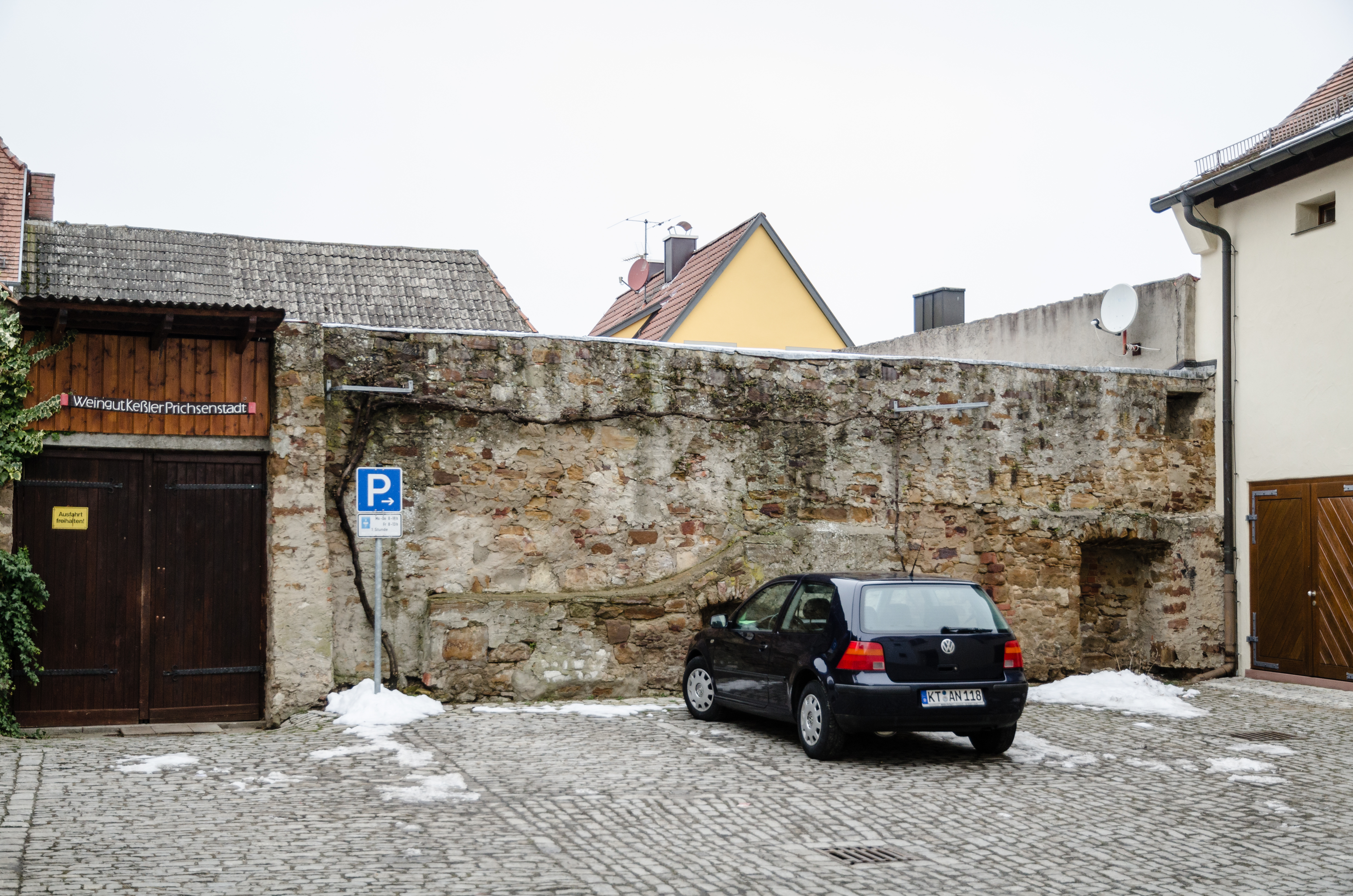
Innere Stadtmauer am Rathaus

## Baudenkmäler nach Gemeindeteilen

### Prichsenstadt
| Lage                                                                     | Objekt                                        | Beschreibung | Akten-Nr.      | Bild           |
| ------------------------------------------------------------------------ | --------------------------------------------- | --- | -------------- | -------------- |
| Altbach, Kirchschönbacher Straße, Schulinstraße (Standort)               | Brücke                                        | Einjochige Rundbogenbrücke aus Sandsteinquadern über den Altbach, bezeichnet „1832“ | D-6-75-158-121 | weitere Bilder |
| Badgasse 2 (Standort)                                                    | Wohnhaus eines ehemaligen Bauernhofes         | Zweigeschossiger Walmdachbau mit Fachwerkobergeschoss, 18./19. Jahrhundert | D-6-75-158-2   | weitere Bilder |
| Badgasse 2 (Standort)                                                    | Seitlicher Kellereingang                      | Mit Sandsteingewände, bezeichnet „1588“ | D-6-75-158-2   | weitere Bilder |
| Badgasse 9 (Standort)                                                    | Ehemaliges Badehaus                           | Eingeschossiges Giebelhaus mit Krüppelwalmdach und verputztem Fachwerkgiebel, 18./19. Jahrhundert, über älterem Kern                                                                        | D-6-75-158-3   | BW             |
| Badgasse 14 (Standort)                                                   | Wohnhaus                                      | Zweigeschossiger Satteldachbau mit Fachwerkobergeschoss | D-6-75-158-4   | BW             |
| Bahnhofstraße 1 (Standort)                                               | Friedhof                                      | Angelegt 1542, erweitert 1588 | D-6-75-158-55  | weitere Bilder |
| Bahnhofstraße 1 (Standort)                                               | Predigtkanzel                                 | 1659 | D-6-75-158-55  | weitere Bilder |
| Bahnhofstraße 1 (Standort)                                               | Arkaden an der Friedhofsmauer                 | Mit Holzpfosten, frühes 17. Jahrhundert | D-6-75-158-55  | weitere Bilder |
| Freihofgasse 3 (Standort)                                                | Ehemaliger Freihof                            | Zweigeschossiger traufseitiger Satteldachbau mit Treppengiebeln und Zierfachwerk im Obergeschoss, bezeichnet „1592“                                                                         | D-6-75-158-5   | weitere Bilder |
| Karlsplatz 1 (Standort)                                                  | Wohn- und Geschäftshaus                       | Zweigeschossiger Walmdachbau, erste Hälfte 19. Jahrhundert | D-6-75-158-16  | weitere Bilder |
| Karlsplatz 5 (Standort)                                                  | Rathaus                                       | Dreigeschossiger, giebelständiger Satteldachbau mit Fachwerkobergeschossen und Zierfachwerk, 1682                                                                                           | D-6-75-158-18  | weitere Bilder |
| Karlsplatz 7 (Standort)                                                  | Gasthaus Alte Schmiede                        | Zweigeschossiger giebelständiger Satteldachbau mit Fachwerkobergeschoss, Giebel mit Zierfachwerk, 17. Jahrhundert                                                                           | D-6-75-158-19  | weitere Bilder |
| Karlsplatz 7 (Standort)                                                  | Fachwerkanbau                                 | Dreigeschossig mit Walmdach, um 1700 | D-6-75-158-19  | weitere Bilder |
| Karlsplatz 9 (Standort)                                                  | Bürgerhaus                                    | Schmaler, zweigeschossiger Mansarddachbau mit barocker Fassadengliederung, bezeichnet „1779“                                                                                                | D-6-75-158-21  | weitere Bilder |
| Karlsplatz 12 (Standort)                                                 | Wohnhaus                                      | Zweigeschossiger Halbwalmdachbau, Giebel aus Sandsteinquadern, südlicher Treppengiebel, 18./19. Jahrhundert                                                                                 | D-6-75-158-22  | weitere Bilder |
| Karlsplatz 13 (Standort)                                                 | Wohnhaus                                      | Zweigeschossiger traufseitiger Satteldachbau mit Fachwerkobergeschoss und geohrten Fenster- und Türrahmungen, bezeichnet „1710“                                                             | D-6-75-158-23  | weitere Bilder |
| Karlsplatz 16 (Standort)                                                 | Wohn- und Geschäftshaus                       | Zweigeschossiges Giebelhaus mit Zierfachwerk, bezeichnet „1668“ | D-6-75-158-24  | weitere Bilder |
| Nähe Karlsplatz (Standort)                                               | Marktbrunnen                                  | Mit quadratischem Wasserbecken, darin vierseitige Stele mit Pinienaufsatz, bezeichnet „1678“                                                                                                | D-6-75-158-25  | weitere Bilder |
| Kirchgasse 1 (Standort)                                                  | Evangelisch-lutherische Pfarrkirche           | Saalbau mit polygonalem Chorabschluss, Turm der Stadtbefestigung einbezogen, 14. Jahrhundert, Turmhelm, 18. Jahrhundert, Langhaus bezeichnet „1557“, 1725 verlängert; mit Ausstattung       | D-6-75-158-26  | weitere Bilder |
| Kirchgasse 1, neben der Kirche (Standort)                                | Ölberg                                        | Um 1470 | D-6-75-158-26  | weitere Bilder |
| Kirchgasse 3 (Standort)                                                  | Wohnhaus                                      | Zweigeschossiger verputzter Fachwerkbau mit Satteldach, 17./18. Jahrhundert | D-6-75-158-27  | weitere Bilder |
| Kirchgasse 3 (Standort)                                                  | Fachwerkscheunen                              | | D-6-75-158-27  | weitere Bilder |
| Kirchgasse 5 (Standort)                                                  | Pfarrhof, Pfarrhaus                           | Zweigeschossiger Walmdachbau, 1735 | D-6-75-158-28  | weitere Bilder |
| Kirchgasse 5 (Standort)                                                  | Pfarrhof, Pfarrscheune                        | Fachwerkbau mit Krüppelwalmdach, um 1800 mit westlich anschließendem Nebengebäude | D-6-75-158-28  | BW             |
| Kirchschönbacher Straße; nördl. des Ortes entlang der St 2260 (Standort) | Weinbergmauern                                | Trockenmauern und Keller, 18./19. Jahrhundert | D-6-75-158-123 | weitere Bilder |
| Kirchschönbacher Straße 1 (Standort)                                     | Katholische Filialkirche St. Thekla und Lioba | Einfacher Saalbau mit Dachreiter, um 1930 | D-6-75-158-30  | weitere Bilder |
| Krone, am Fuß der Hergottsteige (Standort)                               | Steinkreuz                                    | Mit leicht verbreiterten Enden, rotbrauner Sandstein, spätmittelalterlich | D-6-75-158-56  | weitere Bilder |
| Luitpoldstraße 1 (Standort)                                              | Wohnhaus                                      | Zweigeschossiger traufseitiger Satteldachbau mit Fachwerkobergeschoss, 17. Jahrhundert, Erdgeschoss im 19. Jahrhundert ausgetauscht                                                         | D-6-75-158-31  | weitere Bilder |
| Luitpoldstraße 2 (Standort)                                              | Wohn- und Gasthaus                            | Zweigeschossiger traufseitiger Satteldachbau mit Fachwerkobergeschoss, 17. Jahrhundert | D-6-75-158-32  | weitere Bilder |
| Luitpoldstraße 4 (Standort)                                              | Wohnhaus                                      | Zweigeschossiges Eckhaus mit Satteldach und Zierfachwerkgiebel, 17. Jahrhundert | D-6-75-158-34  | weitere Bilder |
| Luitpoldstraße 5, 7 (Standort)                                           | Gasthof                                       | Zweigeschossiger Traufseitbau mit Satteldach, bezeichnet „1713“ | D-6-75-158-35  | weitere Bilder |
| Luitpoldstraße 5, 7 (Standort)                                           | Gasthof, Ausleger                             | | D-6-75-158-35  | weitere Bilder |
| Luitpoldstraße 11 (Standort)                                             | Wohnhaus                                      | Zweigeschossiger traufseitiger Mansarddachbau, bezeichnet „1825“ | D-6-75-158-38  | weitere Bilder |
| Luitpoldstraße 12 (Standort)                                             | Wohnhaus                                      | Zweigeschossiger giebelständiger Satteldachbau mit Treppengiebel und Renaissanceportal, bezeichnet „1599“                                                                                   | D-6-75-158-39  | weitere Bilder |
| Luitpoldstraße 13; Luitpoldstraße 15 (Standort)                          | Wohnhaus                                      | Zweigeschossiger traufseitiger Satteldachbau mit Fachwerkobergeschoss sowie geohrten Fenster- und Türrahmen, 18. Jahrhundert                                                                | D-6-75-158-40  | weitere Bilder |
| Luitpoldstraße 16 (Standort)                                             | Wohnhaus                                      | Zweigeschossiger giebelständiger Satteldachbau mit Krüppelwalm, Fachwerkobergeschoss, Giebel mit Zierfachwerk, bezeichnet „1671“                                                            | D-6-75-158-41  | weitere Bilder |
| Luitpoldstraße 19 (Standort)                                             | Wohnhaus                                      | Zweigeschossiger traufseitiger Satteldachbau mit Fachwerkobergeschoss und geohrten Fenster- und Türrahmungen, 18. Jahrhundert                                                               | D-6-75-158-43  | weitere Bilder |
| Luitpoldstraße 20 (Standort)                                             | Wohnhaus                                      | Zweigeschossiges Eckgebäude mit rundbogiger Tordurchfahrt und Zierfachwerkobergeschoss, bezeichnet „1697“                                                                                   | D-6-75-158-44  | weitere Bilder |
| Luitpoldstraße 21 (Standort)                                             | Wohnhaus                                      | Zweigeschossiger Eckbau mit Fachwerkobergeschoss, 18./19. Jahrhundert | D-6-75-158-45  | weitere Bilder |
| Mühlgasse 1 (Standort)                                                   | Kleinhaus                                     | Eingeschossiger Satteldachbau mit Zwerchhausgiebel und geohrter Türrahmung, bezeichnet „1757“                                                                                               | D-6-75-158-47  | Kleinhaus      |
| Schloßgasse 1 (Standort)                                                 | Wohnhaus                                      | Zweigeschossiger traufseitiger Satteldachbau mit verputztem Fachwerkgiebel und Eckquaderung, geschnitzte Eingangstür, um 1830/40                                                            | D-6-75-158-49  | weitere Bilder |
| Schmiedgasse 1 (Standort)                                                | Wohnhaus                                      | Zweigeschossiger Satteldachbau, Fachwerk, Erdgeschoss abgeschrägt, bezeichnet „1597“ | D-6-75-158-50  | weitere Bilder |
| Schulinstraße 1 (Standort)                                               | Wohnhaus                                      | Zweigeschossiger traufseitiger Walmdachbau, Obergeschoss mit geohrten Fensterrahmungen, 18. Jahrhundert, Erdgeschoss verändert, erste Hälfte 19. Jahrhundert                                | D-6-75-158-7   | weitere Bilder |
| Schulinstraße 2 (Standort)                                               | Wohnhaus                                      | Zweigeschossiger traufseitiger Walmdachbau mit rundbogiger Tordurchfahrt und Fachwerkobergeschoss, 17./18. Jahrhundert                                                                      | D-6-75-158-8   | weitere Bilder |
| Schulinstraße 7 (Standort)                                               | Wohn- und Geschäftshaus                       | Zweigeschossiger traufseitiger Satteldachbau mit Zierfachwerkobergeschoss sowie geohrten Fenster- und Türrahmungen im Erdgeschoss, rückwärtiger Laubengang, Nebengebäude, bezeichnet „1687“ | D-6-75-158-9   | weitere Bilder |
| Schulinstraße 14; Nähe Schulinstraße (Standort)                          | Gasthaus                                      | Zweigeschossiger Walmdachbau mit geohrten Fenster- und Türrahmungen, 18. Jahrhundert, bezeichnet „1830“                                                                                     | D-6-75-158-10  | weitere Bilder |
| Schulinstraße 14; Nähe Schulinstraße (Standort)                          | Gasthaus, Ausleger                            | | D-6-75-158-10  | weitere Bilder |
| Schulinstraße 19 (Standort)                                              | Wohngebäude                                   | Zweigeschossiges Eckhaus mit Fachwerkobergeschoss und Eckerker, um 1700, Erdgeschoss mit geohrten Fenster- und Türrahmungen, spätes 18. Jahrhundert                                         | D-6-75-158-11  | weitere Bilder |
| Schulinstraße 20 (Standort)                                              | Wohnhaus                                      | Zweigeschossiger giebelständiger Satteldachbau mit Fachwerkobergeschoss, Giebel mit Zierfachwerk, 17. Jahrhundert                                                                           | D-6-75-158-12  | weitere Bilder |
| Schulinstraße 22 (Standort)                                              | Wohnhaus                                      | Zweigeschossiges traufseitiges Eckgebäude mit Satteldach und verputztem Fachwerkgiebel, frühes 19. Jahrhundert                                                                              | D-6-75-158-13  | weitere Bilder |
| Schulinstraße 26 (Standort)                                              | Wohnhaus                                      | Zweigeschossiger giebelständiger Halbwalmdachbau mit verputztem Fachwerkobergeschoss und geohrten Fensterrahmungen, bezeichnet „1816“, im Kern 18. Jahrhundert                              | D-6-75-158-14  | weitere Bilder |

### Altenschönbach
| Lage                          | Objekt                              | Beschreibung | Akten-Nr.      | Bild           |
| ----------------------------- | ----------------------------------- | --- | -------------- | -------------- |
| Lochmühlstraße 110 (Standort) | Ehemalige Synagoge                  | Zweigeschossiger Walmdachbau, mit sich verjüngenden Tür- und Fensteröffnungen, Mitte 19. Jahrhundert                                 | D-6-75-158-115 | weitere Bilder |
| Schloßbergring 55 (Standort)  | Bauernhof, Wohnhaus                 | Zweigeschossiger Halbwalmdachbau mit verputztem Fachwerkobergeschoss                                                                 | D-6-75-158-114 | weitere Bilder |
| Schloßbergring 55 (Standort)  | Bauernhof, Scheune                  | Eingeschossiger Satteldachbau | D-6-75-158-114 | BW             |
| Schloßbergring 55 (Standort)  | Bauernhof, Stall                    | Mit Satteldach | D-6-75-158-114 | BW             |
| Schloßbergring 55 (Standort)  | Bauernhof, Backhaus                 | Mit Satteldach | D-6-75-158-114 | weitere Bilder |
| Schloßbergring 55 (Standort)  | Hoftor                              | Sandstein, bezeichnet „1780“ | D-6-75-158-114 | weitere Bilder |
| Schloßbergring 55 (Standort)  | Bauernhof, Nußbaum                  | 17./18. Jahrhundert | D-6-75-158-114 | BW             |
| Schloßhof 18 (Standort)       | Ehemaliges Wasserschloss            | Bering unregelmäßig polygonal, Ringmauer und Turm spätmittelalterlich, Wohnbau 1848 weitestgehend erneuert                           | D-6-75-158-58  | weitere Bilder |
| Schloßhof 18 (Standort)       | Nebengebäude                        | Erdgeschossiges Nebengebäude mit Mansarddach und geohrten Fenster- und Türrahmungen, frühes 19. Jahrhundert                          | D-6-75-158-58  | weitere Bilder |
| Schloßhof 20 (Standort)       | Evangelisch-lutherische Pfarrkirche | Saalbau mit Polygonchor und südlich gelegenem Turm, Beinhaus, nördliche Langhausmauer 1496, übriges Mauerwerk älter; mit Ausstattung | D-6-75-158-57  | weitere Bilder |

### Bimbach
| Lage                    | Objekt                                              | Beschreibung | Akten-Nr.     | Bild           |
| ----------------------- | --------------------------------------------------- | --- | ------------- | -------------- |
| Bimbach 9 (Standort)    | Evangelisch-lutherische Pfarrkirche                 | Saalbau mit eingezogenem polygonalem Chor, Turm mit Doppelkuppel und Laterne, 1708; mit Ausstattung                    | D-6-75-158-60 | weitere Bilder |
| Nähe Bimbach (Standort) | Kriegerdenkmal                                      | | D-6-75-158-60 | weitere Bilder |
| Bimbach 24 (Standort)   | Hoftorpfosten                                       | Mit Bandelwerk und Pinienzapfenaufsatz, Sandstein, um 1740                                                             | D-6-75-158-59 | weitere Bilder |
| Bimbach 28 (Standort)   | Ehemalige Schule                                    | Zweigeschossiger Satteldachbau mit verputztem Fachwerkobergeschoss, geohrte Fensterrahmungen, Hoftor bezeichnet „1734“ | D-6-75-158-62 | weitere Bilder |
| Bimbach 30 (Standort)   | Schloss ehemals der Freiherren von Fuchs zu Bimbach | Zwei dreigeschossige Flügel im Winkel, barocke Anlage, bezeichnet „1703“                                               | D-6-75-158-63 | weitere Bilder |
| Bimbach 30 (Standort)   | Torhaus vom Vorgängerbau                            | Mittelalterlich, 1487, in der nordwestlichen Ecke                                                                      | D-6-75-158-63 | weitere Bilder |

### Brünnau
| Lage                  | Objekt                         | Beschreibung | Akten-Nr.      | Bild           |
| --------------------- | ------------------------------ | --- | -------------- | -------------- |
| Brünnau 4 (Standort)  | Gasthof                        | Zweigeschossiger Walmdachbau mit geohrten Fensterrahmungen, bezeichnet „1699“                                                                                                | D-6-75-158-64  | weitere Bilder |
| Brünnau 8 (Standort)  | Bauernhof                      | Ehem. Wohnstallhaus, eingeschossiger Satteldachbau, Sandsteinmauerwerk und Fachwerk, verputzt, 1591 (dendro.dat.); Wohnteil im 17./18. Jh. und Stallteil um 1900 versteinert | D-6-75-158-208 | BW             |
| Brünnau 8 (Standort)  | Scheune                        | Mit Satteldach, Sandsteinmauerwerk, 1907 | D-6-75-158-208 | BW             |
| Brünnau 8 (Standort)  | Ehemalige Werkstatt            | Eingeschossiger unterkellerter Satteldachbau, verputzt, nach 1930, der tonnengewölbte Keller des ehem. Kellerhauses wohl 17. Jhd.                                            | D-6-75-158-208 | BW             |
| Brünnau 8 (Standort)  | Brunnen                        | Brunnenschacht mit Sandsteinquadermauerwerk, 18./19. Jhd. | D-6-75-158-208 | BW             |
| Brünnau 8 (Standort)  | Einfriedung                    | 19. Jhd. und älter | D-6-75-158-208 | BW             |
| Brünnau 9 (Standort)  | Ehemaliges Schulhaus           | Zweigeschossiger Sandsteinquaderbau mit flachgeneigtem Walmdach und wegen Hanglage hervortretendem Untergeschoss, spätbiedermeierlich, um 1858                               | D-6-75-158-124 | weitere Bilder |
| Brünnau 9 (Standort)  | An- und Nebenbauten            | Zugehörig | D-6-75-158-124 | BW             |
| Brünnau 19 (Standort) | Evangelisch-lutherische Kirche | Saalbau mit Dachreiter, 1705; mit Ausstattung | D-6-75-158-65  | weitere Bilder |
| Brünnau 64 (Standort) | Ehemalige Mühle, Wohnhaus      | Zweigeschossiger Halbwalmdachbau mit Dachaufbau, um 1600 und 18. Jahrhundert                                                                                                 | D-6-75-158-116 | weitere Bilder |
| Brünnau 64 (Standort) | Ehemalige Mühle, Mühlengebäude | | D-6-75-158-116 | weitere Bilder |
| Brünnau 64 (Standort) | Nebengebäude                   | 18. und 19. Jahrhundert | D-6-75-158-116 | weitere Bilder |
| Brünnau 64 (Standort) | Nebengebäude                   | 18. und 19. Jahrhundert | D-6-75-158-116 | weitere Bilder |

### Erhardsmühle
| Lage                  | Objekt                                          | Beschreibung                                                                     | Akten-Nr.     | Bild |
| --------------------- | ----------------------------------------------- | -------------------------------------------------------------------------------- | ------------- | ---- |
| Bimbach 80 (Standort) | Erhardsmühle                                    | Zweigeschossiger Walmdachbau, im Kern 1569, geohrte Türrahmung bezeichnet „1731“ | D-6-75-158-61 | BW   |
| Bimbach 80 (Standort) | Erhardsmühle, Nebengebäude, ehemalige Sägemühle | Zweite Hälfte 19. Jahrhundert                                                    | D-6-75-158-61 | BW   |

### Järkendorf
| Lage                                                                     | Objekt                                                            | Beschreibung | Akten-Nr.      | Bild           |
| ------------------------------------------------------------------------ | ----------------------------------------------------------------- | --- | -------------- | -------------- |
| Järkendorf 5; an einem Scheunengiebel am Aufgang zum Friedhof (Standort) | Kruzifix                                                          | Kreuz und Korpus aus Holz, 18. Jahrhundert | D-6-75-158-69  | BW             |
| Järkendorf 16 (Standort)                                                 | Ehemaliger Amts- und Zehnthof des Würzburger Damenstifts St. Anna | 1879–1909 Schule, zweigeschossiger Bruchsteinbau mit korbbogigem Tor, erstes Viertel 18. Jh., Saaleinbau um 1878, straßenseitiger Walm 1956 durch Giebel ersetzt | D-6-75-158-207 | weitere Bilder |
| Järkendorf 16 (Standort)                                                 | Steinpfeiler der Einfriedung                                      | bez. 1930 | D-6-75-158-207 | weitere Bilder |
| Järkendorf 25 (Standort)                                                 | Hausrelief                                                        | Marienkrönung, bezeichnet „1890“ | D-6-75-158-67  | BW             |
| Järkendorf 30 (Standort)                                                 | Katholische Filialkirche St. Antonius                             | Saalbau mit Polygonchor und Dachreiter, um 1688/89; mit Ausstattung                                                                                              | D-6-75-158-68  | weitere Bilder |
| Järkendorf 37, an der Straße nach Rimbach (Standort)                     | Kruzifix                                                          | Auf abgedachtem Sockel, bezeichnet „1879“ | D-6-75-158-70  | weitere Bilder |
| Nähe Geishügel; am Feldweg nach Eichfeld (Standort)                      | Bildstock                                                         | Rundsäule mit ionisiertem Kapitell, Bildtafel mit Darstellung der Krönung Mariä und der Heiligen Familie, bezeichnet „1741“                                      | D-6-75-158-71  | weitere Bilder |

### Kirchschönbach
| Lage                                                            | Objekt                                                     | Beschreibung | Akten-Nr.      | Bild           |
| --------------------------------------------------------------- | ---------------------------------------------------------- | --- | -------------- | -------------- |
| Altenschönbacher Straße 9 (Standort)                            | Gasthaus                                                   | Zweigeschossiger Halbwalmdachbau mit, verputztem Fachwerkobergeschoss, teils mit geohrten Fensterrahmungen, 1819                                                                                              | D-6-75-158-72  | weitere Bilder |
| Altenschönbacher Straße 14 (Standort)                           | Ehemaliges Schloss, heute Marienhaus der Zeller Schwestern | Zweigeschossiger Walmdachbau mit barocker Fassadengliederung nach der Art von Antonio Petrini, vor 1700 für die Freiherren zu Guttenberg erbaut                                                               | D-6-75-158-74  | weitere Bilder |
| Altenschönbacher Straße 14, 16, 18 (Standort)                   | Schlosspark                                                | 19. Jahrhundert | D-6-75-158-74  | weitere Bilder |
| Altenschönbacher Straße 18 (Standort)                           | Sandsteinportal zum Schlosshof                             | Ende 17. Jahrhundert | D-6-75-158-74  | weitere Bilder |
| Altenschönbacher Straße 20 (Standort)                           | Kleines Mansarddachhaus                                    | Teils mit geohrten Fensterrahmungen, frühes 19. Jahrhundert | D-6-75-158-73  | weitere Bilder |
| Bergweg (Standort)                                              | Bildstock                                                  | Auf barockem Sockel und kannelierter Säule ein in Voluten eingefasste, rundbogig abgeschlossene Bildtafel mit Darstellung von Marienkrönung und den Vierzehn Nothelfern, 18. Jahrhundert                      | D-6-75-158-76  | weitere Bilder |
| Waldabteilung Kühtannet ()                                      | Gedenkstein                                                | Bezeichnet „1829“; nicht nachqualifiziert, im Bayerischen Denkmal-Atlas nicht kartiert | D-6-75-158-82  |                |
| Geesdorfer Straße; Ortsausgang Richtung Geesdorf (Standort)     | Bildstock                                                  | Barocker Tischsockel und Rundsäule, Darstellungen der Dreifaltigkeit mit Marienkrönung und den 14 Nothelfern, bezeichnet „1763“                                                                               | D-6-75-158-79  | weitere Bilder |
| Nähe Sambacher Weg, auf dem Friedhof (Standort)                 | Kapelle                                                    | Mit polygonalem Chor und Dachreiter, 19. Jahrhundert | D-6-75-158-80  | weitere Bilder |
| Prichsenstädter Straße 11 (Standort)                            | Katholische Pfarrkirche St. Jakobus der Ältere             | Saalkirche mit polygonalem Chorabschluss und südwestlich anschließendem Turm, Langhaus neugotisch, 1872, Turm 1597; mit Ausstattung                                                                           | D-6-75-158-75  | weitere Bilder |
| Rüderner Straße (Standort)                                      | Bildstock                                                  | Auf einem abgedachten Sockel eine sich verjüngende achtseitige Säule, Bildaufsatz mit Maßwerk überhöht, Darstellung der Dreifaltigkeits und Pietà, neugotisch, 19. Jahrhundert                                | D-6-75-158-77  | weitere Bilder |
| Sambacher Weg 5 (Standort)                                      | Friedhofskreuz                                             | Inschriftensockel und Kreuzesbalken aus Rotsandstein, Korpus Kalksandstein nach dem Riemenschneider-Kruzifix von Aub (1510), um 1890                                                                          | D-6-75-158-117 | weitere Bilder |
| Staatsstraße 2272, an der Straße nach Altenschönbach (Standort) | Bildstock                                                  | Auf einfachem Tischsockel mit Rundsäule, Darstellung der Dreifaltigkeit mit Marienkrönung und Pietà, bezeichnet „1740“                                                                                        | D-6-75-158-84  | weitere Bilder |
| Zigeunerwald, am Weg von Kirschschönbach nach Rüdern (Standort) | Kreuzstein, sogenannter Schlerstein                        | Mit Relief eines maßwerkverzierten Ringkreuzes, Sandstein, spätgotisch, um 1400 | D-6-75-158-83  | BW             |
| Zigeunerwald, am Waldweg nach Ilmbach (Standort)                | Gedenkstein                                                | In Form eines Pyramidenstumpfes mit viergiebeligem Abschluss, auf einem ambossähnlichen Zwischenstück und Würfelsockel, mit Darstellung eines umstürzenden Baumes und eine männliche Figur, bezeichnet „1893“ | D-6-75-158-81  | weitere Bilder |

### Laub
| Lage                                                           | Objekt                              | Beschreibung | Akten-Nr.      | Bild           |
| -------------------------------------------------------------- | ----------------------------------- | --- | -------------- | -------------- |
| Bundesstraße 22; zwischen Reupelsdorf und Laub (Standort)      | Bildstock                           | Mit Relief der 14 Nothelfer, bezeichnet „1723“ und „1800“                                                                                        | D-6-75-158-90  | BW             |
| In Laub (Standort)                                             | Bildstock                           | Auf profiliertem Tisch eine Vierkantsäule, Bildaufsatz mit Dreifaltigkeit mit Marienkrönung und Heiligem Georg, Seitenfiguren, bezeichnet „1807“ | D-6-75-158-89  | BW             |
| In Laub (Standort)                                             | Friedhofskreuz                      | Sockel und Kreuzesbalken aus Rotsandstein, Korpus aus Kalksandstein, bezeichnet „1891“                                                           | D-6-75-158-118 | weitere Bilder |
| Kreisstraße KT 45; Straße nach Wiesentheid (Standort)          | Bildstock                           | Tischsockel mit Vierkantstele, Darstellung der Krönung Mariä und Pietà, Seitenfiguren, bezeichnet „1851“ und „1935“                              | D-6-75-158-93  | BW             |
| Laub 9; Laub 9a (Standort)                                     | Hoftor                              | Frühes 19. Jahrhundert | D-6-75-158-87  | BW             |
| Laub 10 (Standort)                                             | Ehemaliger Zehnthof, heute Gasthaus | Zweigeschossiger traufseitiger Walmdachbau mit rundbogiger Toreinfahrt und Treppenturm, bezeichnet „1597“                                        | D-6-75-158-88  | weitere Bilder |
| Laub 10 (Standort)                                             | Zehntscheune                        | Mit Halbwalmdach, 18. Jahrhundert | D-6-75-158-88  | weitere Bilder |
| Laub 15a; In Laub (Standort)                                   | Katholische Kirche St. Nikolaus     | Spätgotischer Saalbau mit Dachreiter, 1590 erbaut, 1905 ff. nach Westen verlängert; mit Ausstattung                                              | D-6-75-158-85  | weitere Bilder |
| Laub 15a; In Laub, an der Südwand der Kirche (Standort)        | Bildstock                           | Mit Kreuzigung, bezeichnet „1612“ | D-6-75-158-85  | weitere Bilder |
| Laub 41 (Standort)                                             | Kapelle zu Ehren der Dreifaltigkeit | Kleiner Saalbau mit polygonalem Chorabschluss, 1736                                                                                              | D-6-75-158-86  | weitere Bilder |
| Lichterwaldäcker (Standort)                                    | Bildstock                           | Rundbogiger Bildaufsatz von Doppelkreuz aus Eisen bekrönt, mit Darstellung der 14 Nothelfer und des heiligen Nikolaus, bezeichnet „1717“         | D-6-75-158-92  | BW             |
| Staatsstraße 2260; an der Straße nach Prichsenstadt (Standort) | Bildstock                           | Mit von einem Doppelkreuz bekröntem Bildaufsatz die Marienkrönung und die Pietà darstellend, bezeichnet „1872“                                   | D-6-75-158-91  | BW             |

### Neuses am Sand
| Lage                                                                      | Objekt                                                                                           | Beschreibung | Akten-Nr.     | Bild           |
| ------------------------------------------------------------------------- | ------------------------------------------------------------------------------------------------ | --- | ------------- | -------------- |
| Bundesstraße 286; an der Bundesstraße 22 nach Stadelschwarzach (Standort) | Bildstock                                                                                        | Mit Darstellung der Dreifaltigkeit mit Marienkrönung, an den Schmalseiten St. Michael und St. Andreas, Inschriften, bezeichnet „1803“ | D-6-75-158-96 | weitere Bilder |
| Neuses am Sand 21 (Standort)                                              | Ehemaliges Schloss, Wohngebäude                                                                  | Zweigeschossiger Satteldachbau mit Volutengiebel, Treppenturm und rundem Eckturm; 15. Jahrhundert, 1710/1711 erneuert                 | D-6-75-158-94 | weitere Bilder |
| Neuses am Sand 21 (Standort)                                              | Rundturmstumpf an der Südostecke                                                                 | | D-6-75-158-94 | weitere Bilder |
| Neuses am Sand 21 (Standort)                                              | Ehemaliges Schloss, Reste einer ehemals größeren, von einem Wassergraben umgebenen Viereckanlage | | D-6-75-158-94 | BW             |
| Neuses am Sand 22 (Standort)                                              | Katholische Filialkirche St. Michael                                                             | Saalbau mit polygonalem Chorabschluss und Dachreiter, bezeichnet „1733“; mit Ausstattung                                              | D-6-75-158-95 | weitere Bilder |

### Rüdern
| Lage                                                     | Objekt                 | Beschreibung | Akten-Nr.     | Bild           |
| -------------------------------------------------------- | ---------------------- | --- | ------------- | -------------- |
| Eichäckerschläge, an der Straße nach Geesdorf (Standort) | Bildstock              | neugotisch, um 1860 | D-6-75-127-45 | BW             |
| Straße von Geesdorf nach Geiselwind ()                   | Bildstock              | Mit Pietà und Kreuzigung, 18. Jahrhundert; nicht nachqualifiziert, im Bayerischen Denkmal-Atlas nicht kartiert                                                            | D-6-75-158-99 |                |
| Ilmbach 1 (Standort)                                     | Ehemaliges Jagdschloss | Zweigeschossiger Sandsteinquaderbau mit rundem Treppenturm und Satteldach, um 1870; an Stelle des abgegangenen Kartäuserklosters; siehe Geiselwind, Ortsteil Gräfenneuses | D-6-75-158-66 | weitere Bilder |
| Rüdern 1 (Standort)                                      | Forsthaus              | Zweigeschossiger Mansarddachbau mit Halbwalm, bezeichnet „1821“ | D-6-75-158-98 | weitere Bilder |
| Rüdern 1 (Standort)                                      | Backhaus               | | D-6-75-158-98 | weitere Bilder |
| Rüdern 1 (Standort)                                      | Scheune                | | D-6-75-158-98 | weitere Bilder |
| Rüdern 3 (Standort)                                      | Bauernhof, Wohnhaus    | Eingeschossiger Satteldachbau | D-6-75-158-97 | weitere Bilder |
| In Rüdern (Standort)                                     | Bauernhof, Scheune     | Mit Halbwalmdach aus Bruchsteinmauerwerk, 18./19. Jahrhundert | D-6-75-158-97 | weitere Bilder |

### Stadelschwarzach
| Lage                                                        | Objekt                                                          | Beschreibung | Akten-Nr.      | Bild           |
| ----------------------------------------------------------- | --------------------------------------------------------------- | --- | -------------- | -------------- |
| Binsig; Straße nach Järkendorf (Standort)                   | Bildstock                                                       | Mit Relief des Blutwunders von Walldürn und Pietà, aus Schilfsandstein, 18. Jahrhundert | D-6-75-158-110 | weitere Bilder |
| Breiter Weg (Standort)                                      | Bildstock                                                       | Viereckiger Sockel mit abgedachter Platte und verjüngter Vierkantsäule, darauf giebelförmige Bildtafel mit Dreifaltigkeit und Pietà, bezeichnet „1887“                                                                     | D-6-75-158-113 | BW             |
| Breiter Weg (Standort)                                      | Prozessionsaltar                                                | Auf barockem Sockel mit profiliertem Tisch, kuppelförmige Bedachung, vorn getragen von zwei Rundsäulchen, rückseits durch eine Bildplatte mit Darstellung der Dreifaltigkeit mit Marienkrönung, bezeichnet „1819“          | D-6-75-158-112 | BW             |
| Brunnengasse (Standort)                                     | Bildstock                                                       | Auf Sockel mit abgedachter Platte eine sich verjüngende Säule mit Weinranken, Darstellung der Dreifaltigkeit mit Marienkrönung, bezeichnet „1920“                                                                          | D-6-75-158-104 | weitere Bilder |
| Buttergasse 4 (Standort)                                    | Wohnhaus                                                        | Zweigeschossiger Satteldachbau mit Fachwerkobergeschoss, 18. Jahrhundert | D-6-75-158-103 | weitere Bilder |
| Knock (Standort)                                            | Bildstock                                                       | Mit Kruzifix auf einer Säule, mit Hinterblendung und Überdachung, Guss- und Schmiedeeisen, historistisch, um 1880 | D-6-75-158-122 | BW             |
| Mühlberg; an der B 22 nach Laub (Standort)                  | Bildstock                                                       | Auf gebauchtem Sockel eine Rundsäule mit barockem Aufsatz, darauf Dreifaltigkeit mit Marienkrönung, in einer Kartusche die Aufschrift „Maria hilf“, bezeichnet „1781“                                                      | D-6-75-158-109 | BW             |
| Nähe Järkendorfer Straße (Standort)                         | Kreuzigungsgruppe als Familienbegräbnis Brendler und Sahlmüller | Kruzifix und flankierende Figuren Maria und Johannes auf eigenen Sockeln, Sandstein, Figuren Kalksandstein, 1889/90 | D-6-75-158-119 | weitere Bilder |
| Ströberg, an der Bundesstraße 22 Richtung Neuses (Standort) | Bildstock                                                       | In rundbogigem Bildaufsatz ein Relief der Pietà, aus weißem Sandstein, erneuert 1956 | D-6-75-158-111 | BW             |
| Würzburger Straße (Standort)                                | Bildstock                                                       | Rundsäule mit Kapitell, rundbogig abgeschlossener, von einem Kreuz bekrönter Bildaufsatz mit Relief der Kreuzigung und zwei Assistenzfiguren auf Konsolen, frühes 17. Jahrhundert, Sockel 2006 erneuert                    | D-6-75-158-102 | weitere Bilder |
| Würzburger Straße 30 (Standort)                             | Katholische Pfarrhaus                                           | Zweigeschossiger traufseitiger Satteldachbau, teils mit geohrten Fensterrahmungen, 18./19. Jahrhundert | D-6-75-158-101 | weitere Bilder |
| Würzburger Straße 32 (Standort)                             | Rathaus                                                         | Dreigeschossiger Bau mit Fachwerkobergeschoss und Barockportal, bezeichnet „1605“, Teil des Kirchgadens, spätmittelalterlich                                                                                               | D-6-75-158-100 | weitere Bilder |
| Würzburger Straße 34 (Standort)                             | Katholische Pfarrkirche St. Bartholomäus                        | Turm 1497, Langhaus und Chor 1804; mit Ausstattung | D-6-75-158-108 | weitere Bilder |
| Nähe Würzburger Straße (Standort)                           | Teile der befestigten Kirchenburganlage mit Gaden               | Bruchstein und Fachwerk, spätmittelalterlich und 18./19. Jahrhundert | D-6-75-158-108 | weitere Bilder |
| Würzburger Straße 36 (Standort)                             | Ehemaliges Münsterschwarzacher Amtshaus                         | Zweigeschossiger traufseitiger Satteldachbau mit Barockportal, Wappenstein, bezeichnet „1593“ | D-6-75-158-107 | weitere Bilder |
| Würzburger Straße 38 (Standort)                             | Ehemaliger Gasthof, jetzt Wohnhaus                              | Zweigeschossiger Satteldachbau mit verputztem Fachwerkobergeschoss, teils mit geohrten Fensterrahmungen, um 1700, bezeichnet „1795“, „1822“ und „1840“                                                                     | D-6-75-158-106 | weitere Bilder |
| Würzburger Straße 38 (Standort)                             | Ehemaliger Gasthof, Scheune                                     | Mit Treppengiebeln | D-6-75-158-106 | weitere Bilder |
| Würzburger Straße 38 (Standort)                             | Ehemaliger Gasthof, Hoftor                                      | | D-6-75-158-106 | weitere Bilder |
| Würzburger Straße 42 (Standort)                             | Bildstock                                                       | Auf quadratischem Sockel mit profilierter Platte, achtkantige Säule mit Zinnenkapitell, spitzbogiger Aufsatz mit Darstellung der Dreifaltigkeit, am Säulenfuß Reliefs der vier Evangelisten, zweite Hälfte 19. Jahrhundert | D-6-75-158-105 | weitere Bilder |

### Wiesenmühle
| Lage                              | Objekt                          | Beschreibung                                                                | Akten-Nr.    | Bild |
| --------------------------------- | ------------------------------- | --------------------------------------------------------------------------- | ------------ | ---- |
| Gustav-Adolf-Straße 30 (Standort) | Ehemalige Wiesenmühle, Wohnhaus | Zweigeschossiger Walmdachbau mit geohrten Fensterrahmungen, 18. Jahrhundert | D-6-75-158-6 | BW   |
| Gustav-Adolf-Straße 30 (Standort) | Ehemalige Wiesenmühle, Scheune  | Satteldachbau aus Bruchsteinmauerwerk, 18. Jahrhundert                      | D-6-75-158-6 | BW   |

## Ehemalige Baudenkmäler
In diesem Abschnitt sind Objekte aufgeführt, die früher einmal in der Denkmalliste eingetragen waren, jetzt aber nicht mehr. Objekte, die in anderem Zusammenhang also z. B. als Teil eines Baudenkmals weiter eingetragen sind, sollen hier nicht aufgeführt werden. Aktennummern in diesem Abschnitt sind ehemalige, jetzt nicht mehr gültige Aktennummern.

| Lage                                  | Objekt   | Beschreibung | Akten-Nr.     | Bild     |
| ------------------------------------- | -------- | --- | ------------- | -------- |
| Prichsenstadt Karlsplatz 8 (Standort) | Wohnhaus | Zweigeschossiger, traufseitiger Sattaldachbau mit rundbogiger Toreinfahrt und Fachwerkobergeschoss, 18. Jahrhundert | D-6-75-158-20 | Wohnhaus |